# قطب شمال

یک تصویر سمت‌الرأسی که اقیانوس شمالگان و قطب شمال را نشان می‌دهد. این نقشه همچنین مدار ۷۵ درجه شمالی و مدار ۶۰ درجه شمالی را نمایش می‌دهد.

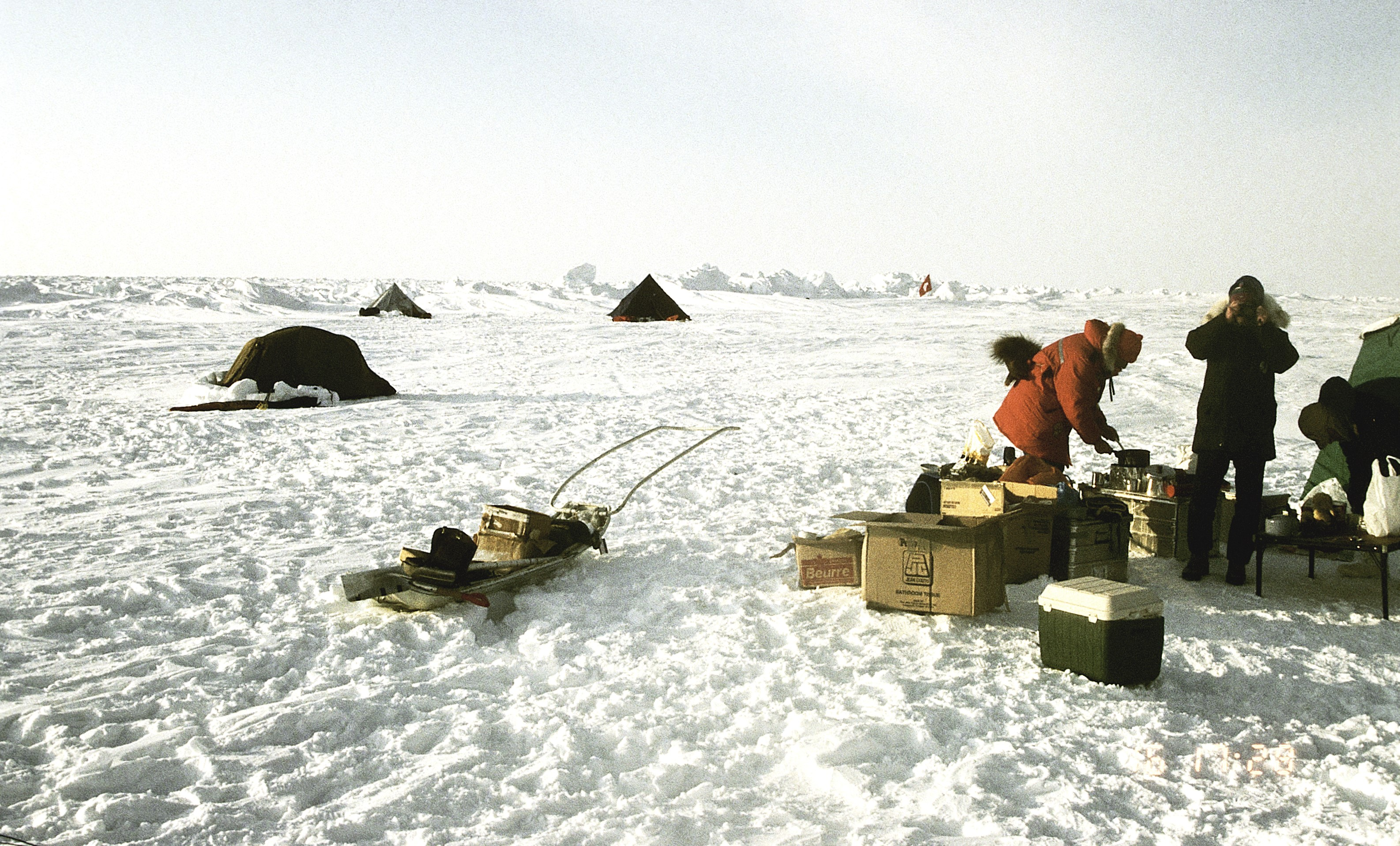
ایستگاه تحقیقاتی موقت هیئت اعزامی آلمانی-سوئیسی بر روی یخ دریا در قطب شمال جغرافیایی. حفاری‌ها در محل فرود در ۹۰ درجه شمالی، ضخامت متوسط یخ را ۲٫۵ متر (۸٫۲ فوت) در تاریخ ۱۶ آوریل ۱۹۹۰ نشان داد.

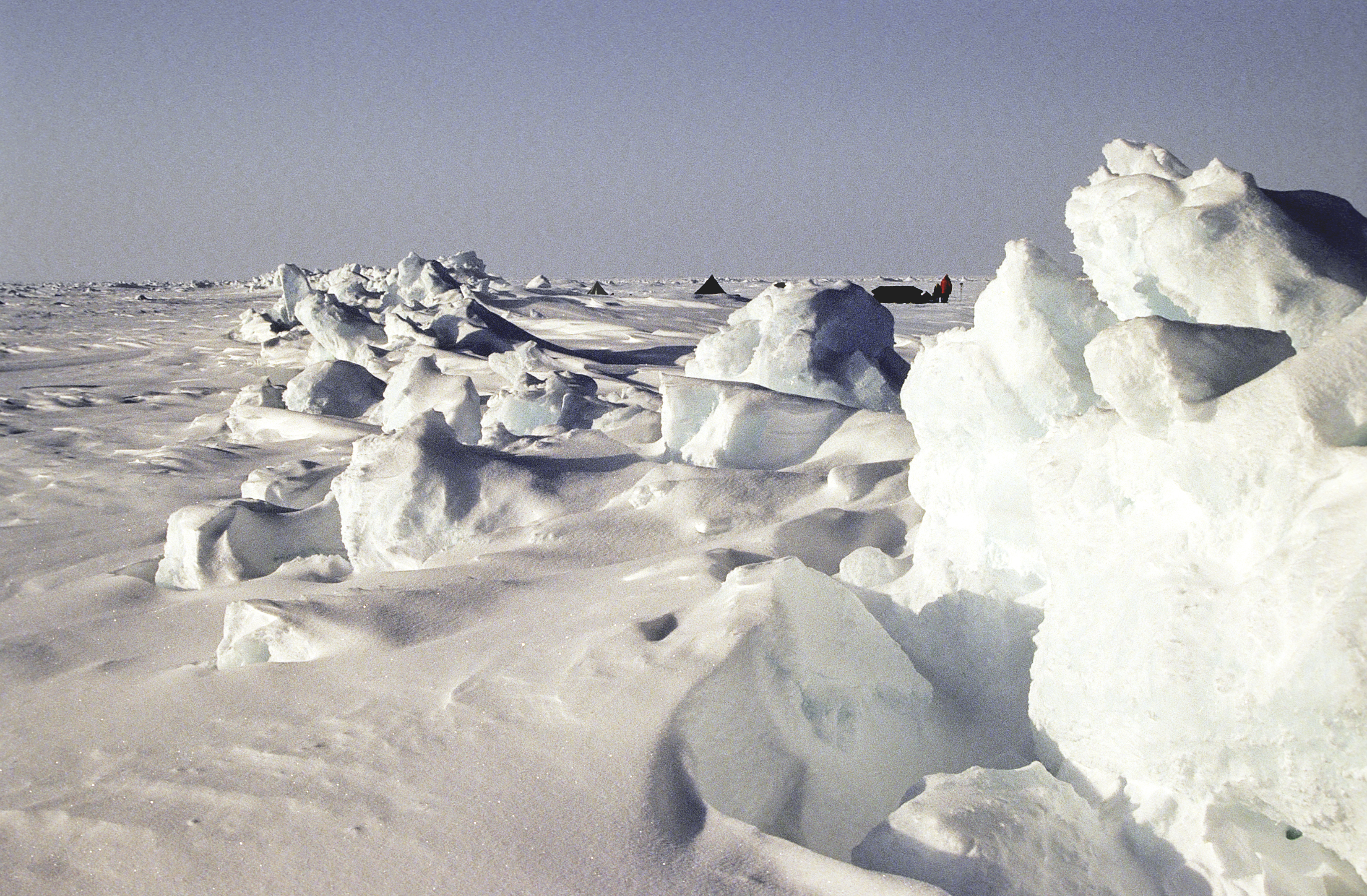
این پشته فشاری در قطب شمال حدود ۱ کیلومتر (۰٫۶۲ مایل) طول دارد و بین دو قطعه یخ چندساله تشکیل شده است.

قطب شمال که با نام‌های قطب شمال جغرافیایی یا قطب شمال زمینی نیز شناخته می‌شود، نقطه‌ای در نیم‌کره شمالی است که محور چرخش زمین با سطح آن تلاقی می‌کند. این نقطه برای تمایز از قطب مغناطیسی شمال، قطب شمال حقیقی نامیده می‌شود.
قطب شمال بنا به تعریف، شمالی‌ترین نقطه روی زمین است و به صورت پادپایی در مقابل قطب جنوب قرار دارد. این نقطه عرض جغرافیایی ۹۰ درجه شمالی و همچنین جهت شمال حقیقی را مشخص می‌کند. در قطب شمال، همه جهت‌ها به سمت جنوب هستند؛ تمام خطوط طول جغرافیایی در آنجا به هم می‌رسند، بنابراین طول جغرافیایی آن را می‌توان هر مقدار درجه‌ای تعریف کرد. هیچ منطقه زمانی به قطب شمال اختصاص داده نشده است، بنابراین می‌توان از هر زمانی به عنوان زمان محلی استفاده کرد. در امتداد دوایر عرضی نزدیک به هم، جهت خلاف عقربه‌های ساعت شرق و جهت عقربه‌های ساعت غرب است. قطب شمال در مرکز نیم‌کره شمالی قرار دارد. نزدیک‌ترین خشکی به آن معمولاً جزیره کافه‌کلوبن در سواحل شمالی گرینلند با فاصله حدود ۷۰۰ کیلومتر (۴۳۰ مایل) ذکر می‌شود، هرچند برخی تپه‌های شنی نیمه‌دائمی ممکن است کمی نزدیک‌تر باشند. نزدیک‌ترین مکان مسکونی دائمی، الرت در جزیره الزمیر، کانادا است که در فاصله ۸۱۷ کیلومتر (۵۰۸ مایل) از قطب قرار دارد.
درحالی‌که قطب جنوب بر روی یک توده خشکی قاره‌ای جنوبگان قرار دارد، قطب شمال در میان اقیانوس شمالگان و در میان آب‌هایی واقع شده که تقریباً به طور دائم با یخ دریای در حال تغییر پوشیده شده‌اند. عمق دریا در قطب شمال توسط زیردریایی روسی میر در سال ۲۰۰۷، ۴٬۲۶۱ متر (۱۳٬۹۸۰ فوت) اندازه‌گیری شده است و توسط یواس‌اس ناتیلوس در سال ۱۹۵۸، ۴٬۰۸۷ متر (۱۳٬۴۰۹ فوت) اندازه‌گیری شد. این امر ساخت یک ایستگاه دائمی در قطب شمال را غیرعملی می‌سازد (برخلاف قطب جنوب). با این حال، اتحاد جماهیر شوروی و بعدها روسیه، از سال ۱۹۳۷ به صورت تقریباً سالانه تعدادی ایستگاه شناور سرنشین‌دار ایجاد کرده‌اند که برخی از آنها از روی قطب یا بسیار نزدیک به آن عبور کرده‌اند. از سال ۲۰۰۲، گروهی از روس‌ها نیز سالانه یک پایگاه خصوصی به نام بارنئو در نزدیکی قطب تأسیس می‌کنند. این پایگاه برای چند هفته در اوایل بهار فعالیت می‌کند. مطالعات در دهه ۲۰۰۰ پیش‌بینی کردند که به دلیل کاهش یخ شمالگان، قطب شمال ممکن است به صورت فصلی بدون یخ شود، با بازه‌های زمانی متغیر از سال ۲۰۱۶ تا اواخر قرن بیست و یکم یا بعد از آن.
تلاش‌ها برای رسیدن به قطب شمال در اواخر قرن نوزدهم آغاز شد و رکورد «شمالی‌ترین حد» بارها شکسته شد. اولین سفر اکتشافی بدون مناقشه که به قطب شمال رسید، سفر کشتی هوایی نورج بود که در سال ۱۹۲۶ با ۱۶ سرنشین، از جمله رهبر هیئت روئال آمونسن، بر فراز این منطقه پرواز کرد. سه هیئت اعزامی پیشین – به رهبری فردریک کوک (۱۹۰۸، زمینی)، رابرت پری (۱۹۰۹، زمینی) و ریچارد ای. برد (۱۹۲۶، هوایی) – نیز زمانی به عنوان فاتحان قطب پذیرفته شده بودند. با این حال، در هر مورد، تحلیل‌های بعدی داده‌های سفر، صحت ادعاهای آنها را زیر سؤال برده است.
اولین افرادی که به طور تأیید شده پایشان به قطب شمال رسید، یک گروه ۲۴ نفره شوروی در سال ۱۹۴۸، بخشی از هیئت Sever-2 الکساندر کوزنتسوف به شمالگان بودند که ابتدا با هواپیما به نزدیکی قطب پرواز کردند و سپس مسیر نهایی را پیاده طی کردند. اولین هیئت اعزامی کاملاً زمینی که به قطب شمال رسید، در سال ۱۹۶۸ توسط رالف پليستد، والت پدرسون، جری پیتزل و ژان-لوک بومباردیه با استفاده از اسنوموبیل و با پشتیبانی هوایی انجام شد.

## تعریف دقیق
محور چرخش زمین – و در نتیجه موقعیت قطب شمال – تا قرن هجدهم که ریاضی‌دان لئونارد اویلر پیش‌بینی کرد که محور ممکن است کمی "لرزش" داشته باشد، عموماً ثابت (نسبت به سطح زمین) پنداشته می‌شد. در حدود آغاز قرن بیستم، اخترشناسان متوجه "تغییر عرض جغرافیایی" ظاهری کوچکی شدند که از رصد ستارگان در یک نقطه ثابت روی زمین تعیین می‌شد. بخشی از این تغییر را می‌توان به جابجایی قطب در سطح زمین در محدوده‌ای چند متری نسبت داد. این جابجایی دارای چندین مؤلفه دوره‌ای و یک مؤلفه نامنظم است. مؤلفه‌ای با دوره حدود ۴۳۵ روز با جابجایی هشت‌ماهه پیش‌بینی شده توسط اویلر مشخص می‌شود و اکنون به نام کاشف آن، لرزش چندلر نامیده می‌شود. نقطه دقیق تلاقی محور زمین و سطح زمین در هر لحظه، "قطب لحظه‌ای" نامیده می‌شود، اما به دلیل "لرزش"، این نقطه نمی‌تواند به عنوان تعریف یک قطب شمال (یا قطب جنوب) ثابت در مواردی که دقت در مقیاس متر مورد نیاز است، استفاده شود.
مطلوب است که سیستم مختصات زمین (عرض جغرافیایی، طول جغرافیایی و ارتفاعات یا پستی و بلندی) به اشکال زمینی ثابت مرتبط شود. با این حال، با توجه به زمین‌ساخت صفحه‌ای و ایزوستازی، هیچ سیستمی وجود ندارد که در آن تمام ویژگی‌های جغرافیایی ثابت باشند. با این حال، سرویس بین‌المللی چرخش زمین و سامانه‌های مرجع و اتحادیه بین‌المللی اخترشناسی چارچوبی به نام سامانه بین‌المللی مرجع زمینی تعریف کرده‌اند.

## اکتشافات

### پیش از ۱۹۰۰

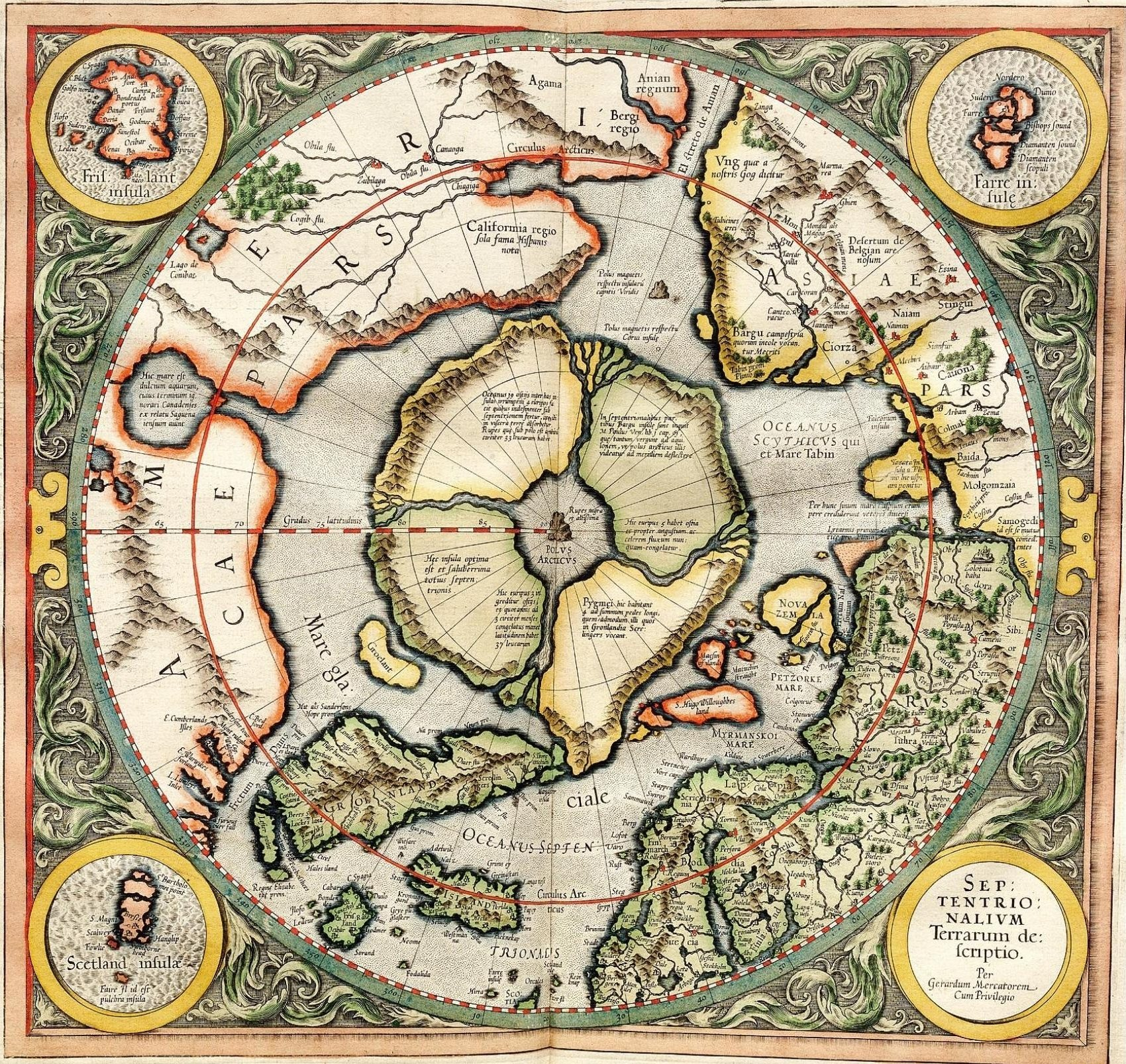
نقشه گراردوس مرکاتور از قطب شمال در سال ۱۵۹۵

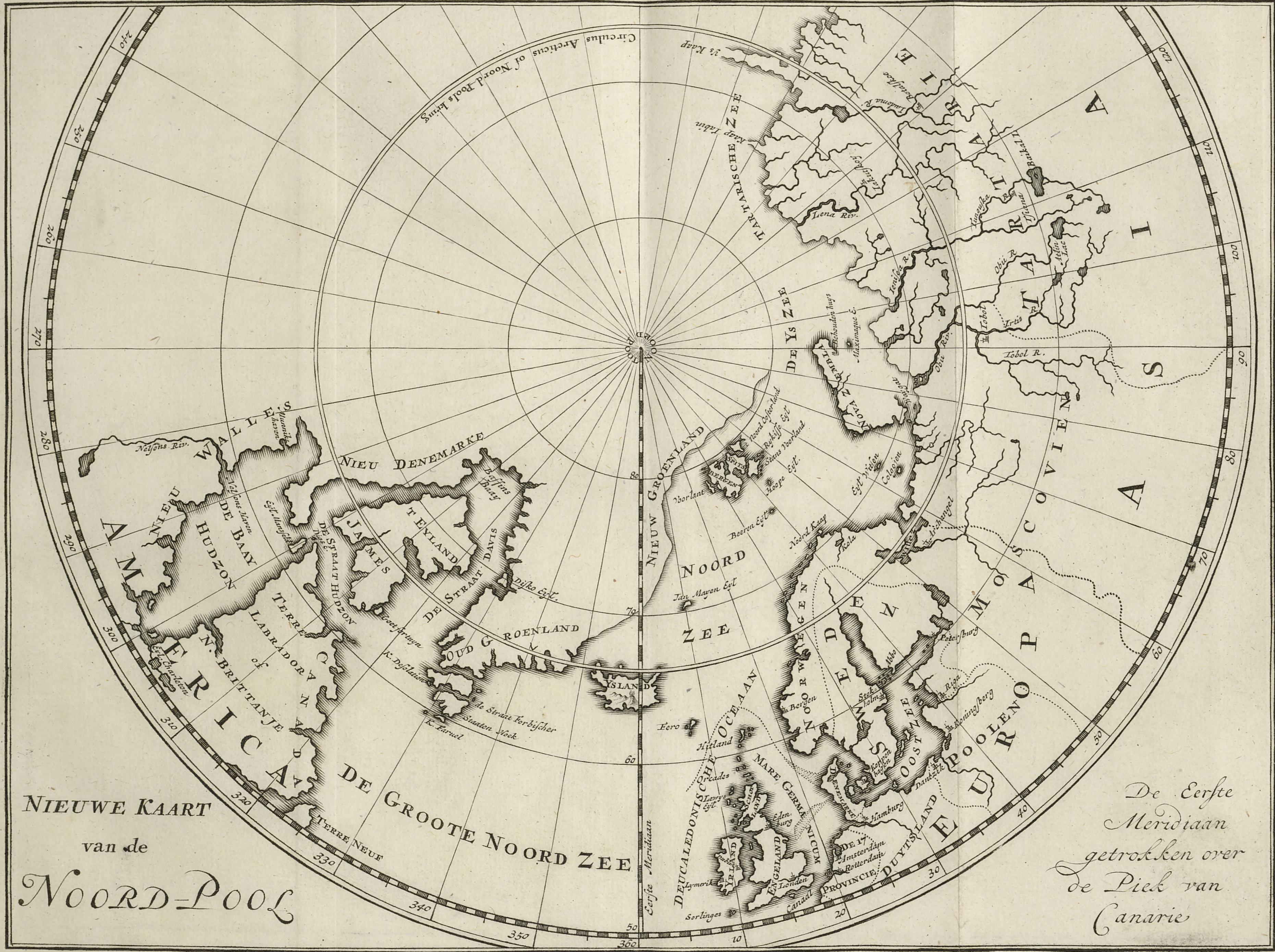
نقشه C.G. Zorgdragers از قطب شمال در سال ۱۷۲۰

از قرن شانزدهم، بسیاری از افراد برجسته به درستی معتقد بودند که قطب شمال در یک دریا قرار دارد که در قرن نوزدهم پاینیا یا دریای قطبی باز نامیده می‌شد. بنابراین امید می‌رفت که در زمان‌های مساعد سال بتوان مسیری را از میان یخ‌های شناور پیدا کرد. چندین هیئت اعزامی برای یافتن این راه به راه افتادند، که عموماً از کشتی‌های شکار نهنگ استفاده می‌کردند که در عرض‌های جغرافیایی سرد شمالی رایج بودند.
یکی از اولین هیئت‌های اعزامی که با نیت صریح رسیدن به قطب شمال به راه افتاد، هیئت افسر نیروی دریایی بریتانیا ویلیام ادوارد پری بود که در سال ۱۸۲۷ به عرض جغرافیایی ۸۲°۴۵′ شمالی رسید. در سال ۱۸۷۱، سفر پولاریس، تلاشی از سوی ایالات متحده برای رسیدن به قطب به رهبری چارلز فرانسیس هال، با فاجعه به پایان رسید. تلاش دیگر نیروی دریایی پادشاهی بریتانیا برای رسیدن به قطب، به عنوان بخشی از سفر اکتشافی شمالگان بریتانیا، توسط فرمانده آلبرت اچ. مارکهام در مه ۱۸۷۶ به رکورد جدیدی در آن زمان یعنی ۸۳°۲۰'۲۶" شمالی رسید و سپس بازگشت. یک سفر اکتشافی در سال‌های ۱۸۷۹-۱۸۸۱ به فرماندهی افسر نیروی دریایی ایالات متحده جورج دبلیو. دی لانگ زمانی که کشتی‌شان، توسط یخ خرد شد، به طور غم‌انگیزی پایان یافت. بیش از نیمی از خدمه، از جمله دی لانگ، جان خود را از دست دادند.

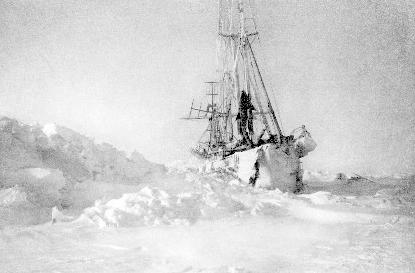
کشتی نانسن، فرام، در یخ‌های شمالگان

در آوریل ۱۸۹۵، کاشفان نروژی فریتیوف نانسن و یالمار یوهانسن پس از ترک کشتی یخ‌بسته نانسن، فرام، با اسکی به سمت قطب حرکت کردند. این دو به عرض جغرافیایی ۸۶°۱۴′ شمالی رسیدند و سپس تلاش را رها کرده و به سمت جنوب بازگشتند و سرانجام به سرزمین فرانتس یوزف رسیدند.
در سال ۱۸۹۷، مهندس سوئدی سالومون آگوست آندره و دو همراهش تلاش کردند با بالون هیدروژنی اورنن ("عقاب") به قطب شمال برسند، اما در ۳۰۰ کیلومتر (۱۹۰ مایل) شمال کویتایا، شمال‌شرقی‌ترین بخش مجمع‌الجزایر سوالبار، فرود آمدند. آنها به کویتایا رفتند اما سه ماه پس از سقوط در آنجا جان باختند. در سال ۱۹۳۰ بقایای این سفر اکتشافی توسط سفر براتوواگ نروژی پیدا شد.
کاشف ایتالیایی لوییجی آمادئو، دوک آبروزی و کاپیتان اومبرتو کاگنی از نیروی دریایی سلطنتی ایتالیا (Regia Marina) با کشتی شکار نهنگ تبدیل شده استلا پولاره ("ستاره قطبی") در سال ۱۸۹۹ از نروژ حرکت کردند. در ۱۱ مارس ۱۹۰۰، کاگنی گروهی را بر روی یخ رهبری کرد و در ۲۵ آوریل به عرض جغرافیایی '۳۴°۸۶ رسید و با شکستن رکورد نانسن در سال ۱۸۹۵ به میزان ۳۵ تا ۴۰ کیلومتر (۲۲ تا ۲۵ مایل)، رکورد جدیدی ثبت کرد. کاگنی به سختی توانست به اردوگاه بازگردد و تا ۲۳ ژوئن در آنجا ماند. در ۱۶ اوت، استلا پولاره جزیره رودولف را به مقصد جنوب ترک کرد و هیئت اعزامی به نروژ بازگشت.

### ۱۹۰۰–۱۹۴۰

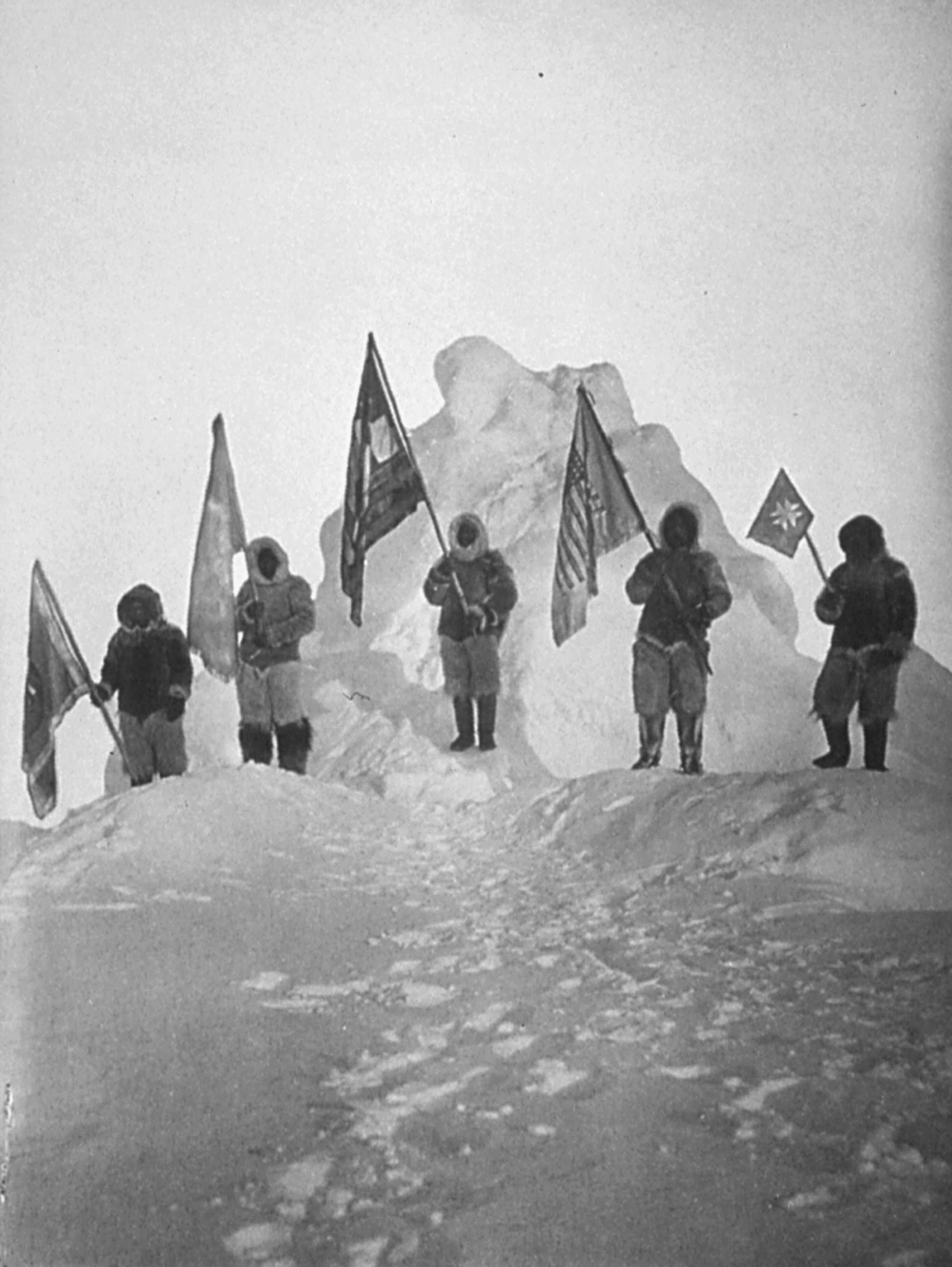
گروه سورتمه‌سوار پری در مکانی که ادعا می‌کردند قطب شمال است، ۱۹۰۹. از چپ: اوکئا، اوتا، هنسون، اگینگوا و سیگلو.

کاشف آمریکایی فردریک کوک ادعا کرد که در ۲۱ آوریل ۱۹۰۸ به همراه دو مرد اینوئیت به نام‌های آهولا و اتوکیشوک به قطب شمال رسیده است، اما نتوانست مدرک قانع‌کننده‌ای ارائه دهد و ادعای او به طور گسترده پذیرفته نشده است.
فتح قطب شمال سال‌ها به نام مهندس نیروی دریایی آمریکا رابرت پری ثبت شده بود که ادعا می‌کرد در ۶ آوریل ۱۹۰۹ به همراه متیو هنسون و چهار مرد اینوئیت به نام‌های اوتا، سیگلو، اگینگوا و اوکئا به قطب رسیده است. با این حال، ادعای پری همچنان بسیار مورد مناقشه و بحث‌برانگیز است. کسانی که پری را در مرحله نهایی سفر همراهی کردند، در ناوبری آموزش ندیده بودند و بنابراین نمی‌توانستند به طور مستقل کارهای ناوبری او را تأیید کنند، که برخی ادعا می‌کنند با نزدیک شدن به قطب، به ویژه بی‌دقت بوده است.

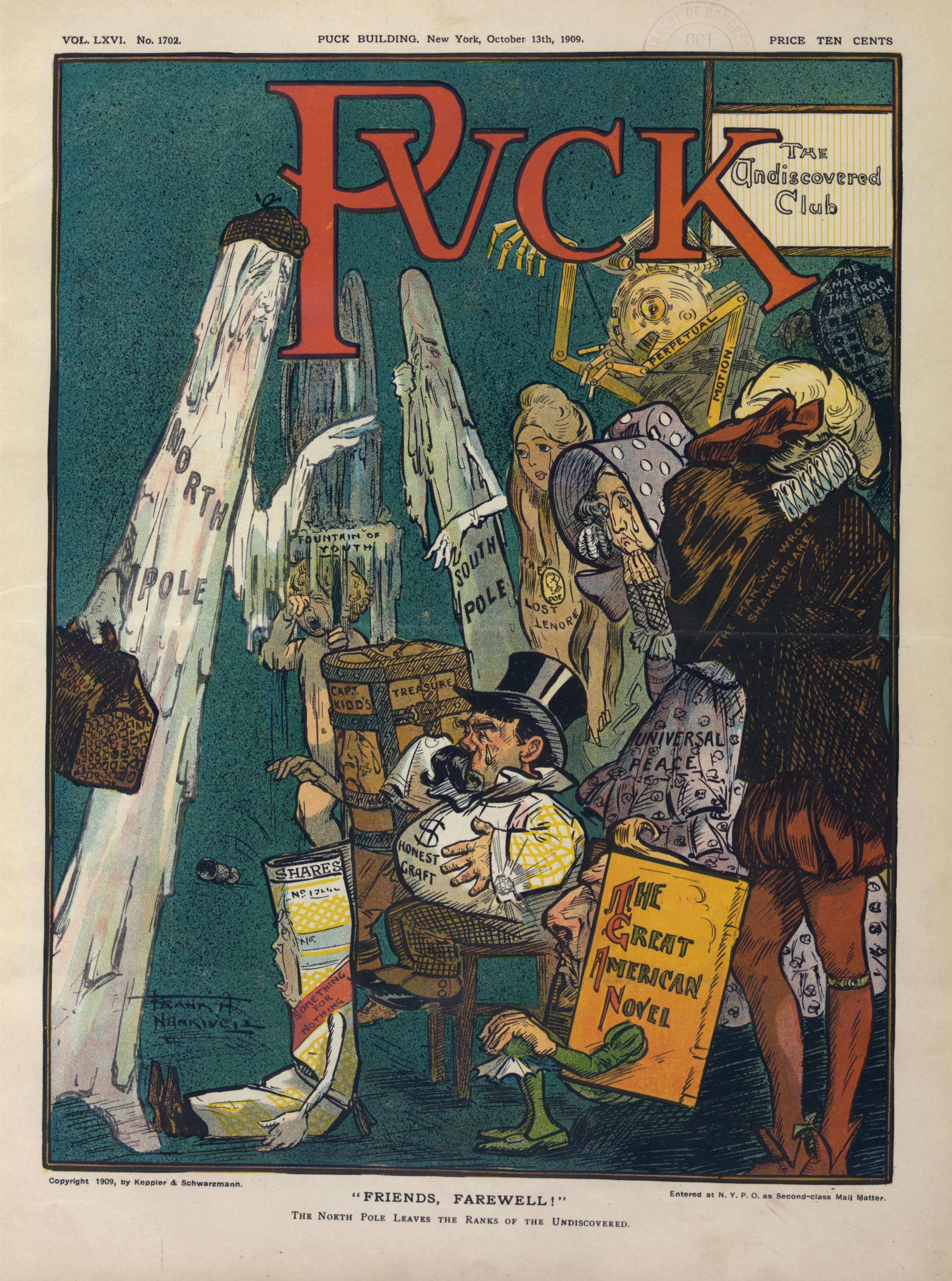
اگرچه توسط مورخان مدرن به شدت مورد مناقشه است، اما پری و تیمش توسط مطبوعات معاصر به عنوان کاشفان قطب شمال شناخته شدند.

مسافت‌ها و سرعت‌هایی که پری ادعا می‌کرد پس از بازگشت آخرین گروه پشتیبانی به دست آورده است، برای بسیاری از مردم باورنکردنی به نظر می‌رسد، تقریباً سه برابر آنچه تا آن نقطه انجام داده بود. گزارش پری از سفری به قطب و بازگشت در امتداد خط مستقیم - تنها استراتژی‌ای که با محدودیت‌های زمانی او سازگار است - با گزارش هنسون از انحرافات پیچیده برای اجتناب از پشته‌های فشاری و شکاف‌های باز در تضاد است.
کاشف بریتانیایی والی هربرت، که در ابتدا از طرفداران پری بود، در سال ۱۹۸۹ سوابق پری را تحقیق کرد و دریافت که تناقضات قابل توجهی در سوابق ناوبری این کاشف وجود دارد. او نتیجه گرفت که پری به قطب نرسیده است. با این حال، حمایت از پری در سال ۲۰۰۵ دوباره مطرح شد، زمانی که کاشف بریتانیایی تام ایوری و چهار همراهش، بخش بیرونی سفر پری را با سورتمه‌های چوبی کپی شده و تیم‌های سگ اسکیموی کانادایی بازسازی کردند و در ۳۶ روز و ۲۲ ساعت به قطب شمال رسیدند - تقریباً پنج ساعت سریع‌تر از پری. با این حال، سریع‌ترین راهپیمایی ۵ روزه ایوری ۹۰ مایل دریایی (۱۷۰ کیلومتر) بود که به طور قابل توجهی کمتر از ۱۳۵ مایل دریایی (۲۵۰ کیلومتر) ادعا شده توسط پری است.
اولین پرواز ادعایی بر فراز قطب در ۹ مه ۱۹۲۶ توسط افسر نیروی دریایی ایالات متحده ریچارد ای. برد و خلبان فلوید بنت با یک هواپیمای سه‌موتوره فوکر انجام شد. اگرچه این ادعا در آن زمان توسط کمیته‌ای از انجمن نشنال جئوگرافیک تأیید شد، اما از آن زمان با افشای خاطره های پنهان شده برد در سال ۱۹۹۶، تضعیف شده است زیرا داده‌های سکستانت خورشیدی خاطرات (که NGS هرگز بررسی نکرد) به طور مداوم با داده‌های موازی گزارش ژوئن ۱۹۲۶ او بیش از ۱۰۰ مایل (۱۶۰ کیلومتر) تناقض دارد. داده‌های سکستانت خورشیدی ادعایی گزارش محرمانه در مسیر، به طور ناخواسته آنقدر غیرممکن دقیق بودند که او تمام این مشاهده های خورشیدی خام ادعایی را از نسخه‌ای از گزارش که سرانجام پنج ماه بعد به انجمن‌های جغرافیایی ارسال شد، حذف کرد (در حالی که نسخه اصلی برای ۷۰ سال پنهان بود)، واقعیتی که برای اولین بار در سال ۲۰۰۰ توسط دانشگاه کمبریج پس از داوری دقیق منتشر شد.
اولین دستیابی مداوم، تأیید شده و از نظر علمی قانع‌کننده به قطب در ۱۲ مه ۱۹۲۶ توسط کاشف نروژی روئال آمونسن و حامی آمریکایی او لینکلن السورث از کشتی هوایی نورج انجام شد. نورج، اگرچه متعلق به نروژ بود، توسط ایتالیایی اومبرتو نبیله طراحی و خلبانی شد. پرواز از سوالبار در نروژ آغاز شد و از اقیانوس شمالگان به آلاسکا عبور کرد. نبیله، به همراه چندین دانشمند و خدمه از نورج، برای دومین بار در ۲۴ مه ۱۹۲۸ با کشتی هوایی ایتالیا بر فراز قطب پرواز کرد. ایتالیا در بازگشت از قطب سقوط کرد و نیمی از خدمه جان باختند.
یک پرواز دیگر بر فراز قطب در یک هواپیمای توپولف ای‌ان‌تی-۲۵ با خدمه‌ای متشکل از والری چکالوف، گئورگی بایداکوف و الکساندر بلیاکوف انجام شد که در ۱۹ ژوئن ۱۹۳۷، در طول پرواز مستقیم خود از اتحاد جماهیر شوروی به ایالات متحده بدون هیچ توقفی، بر فراز قطب شمال پرواز کردند.

### ایستگاه یخی
در مه ۱۹۳۷، اولین ایستگاه یخی قطب شمال جهان، قطب شمال-۱، توسط دانشمندان شوروی در ۲۰ کیلومتری (۱۳ مایلی) قطب شمال پس از اولین فرود چهار هواپیمای سنگین و یک هواپیمای سبک بر روی یخ در قطب شمال تأسیس شد. اعضای هیئت اعزامی - اقیانوس‌شناس پیوتر شیرشف، هواشناس یوگنی فئودوروف، اپراتور رادیو ارنست کرینکل و رهبر ایوان پاپانین - به مدت نه ماه تحقیق های علمی را در این ایستگاه انجام دادند. تا ۱۹ فوریه ۱۹۳۸، زمانی که گروه توسط یخ‌شکن‌های تایمیر و مورمان برداشته شدند، ایستگاه آنها ۲۸۵۰ کیلومتر به سواحل شرقی گرینلند رانده شده بود.

### ۱۹۴۰–۲۰۰۰

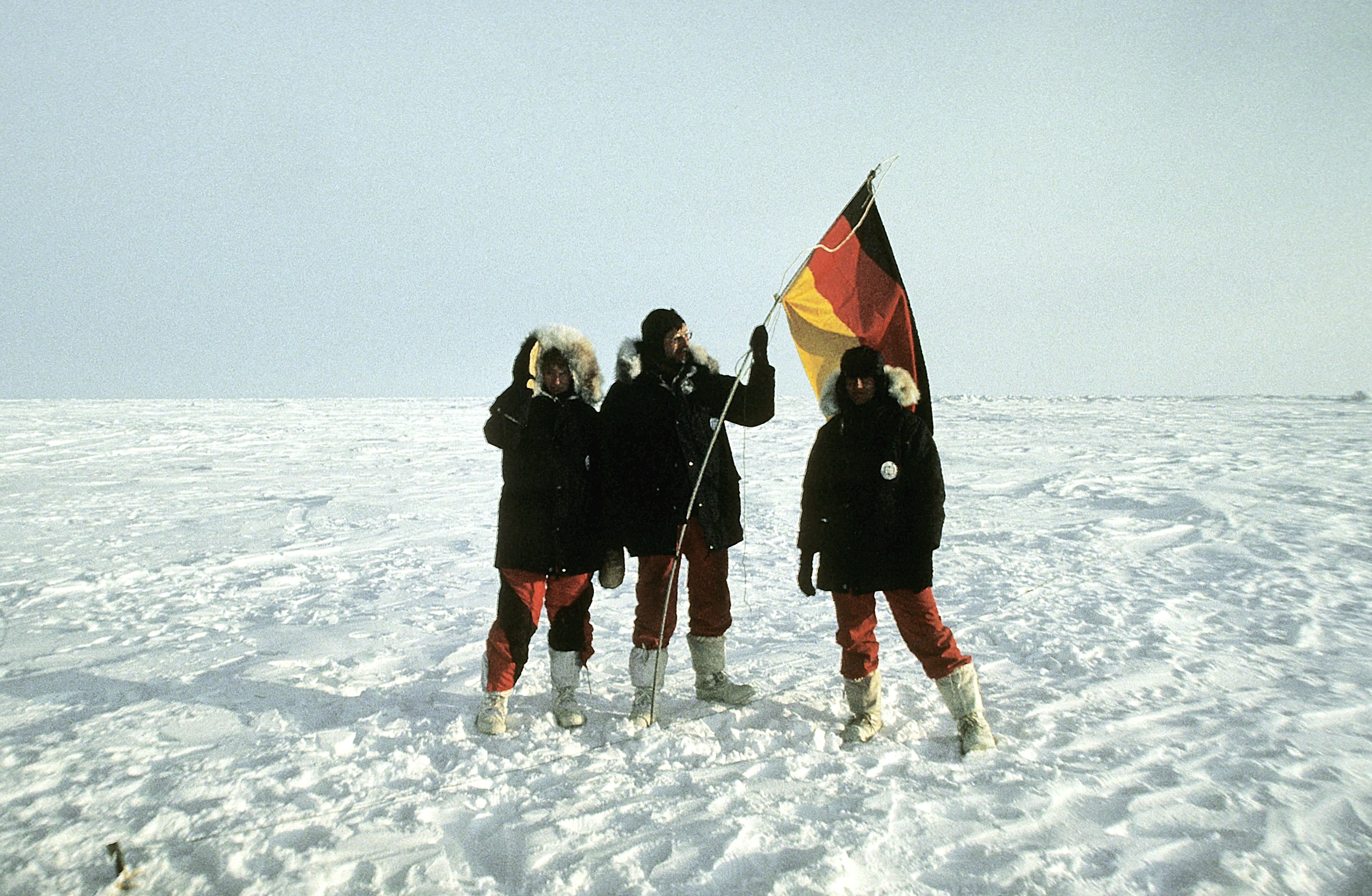
شرکت‌کنندگان در اولین هیئت اعزامی آلمان به قطب شمال در سال ۱۹۹۰ از دانشگاه گیسن

در مه ۱۹۴۵، یک آورو لانکاستر از RAF از هیئت آریس اولین هواپیمای کشورهای همسود شد که بر فراز قطب شمال جغرافیایی و قطب شمال مغناطیسی پرواز کرد. هواپیما توسط دیوید سیسیل مک‌ کینلی از نیروی هوایی سلطنتی بریتانیا خلبانی می‌شد. این هواپیما یک خدمه ۱۱ نفره داشت و کنت سی. مک‌لور از نیروی هوایی سلطنتی کانادا مسئول تمام مشاهدات علمی بود. در سال ۲۰۰۶، مک‌لور با قرار گرفتن در تالار مشاهیر هوانوردی کانادا مورد تقدیر قرار گرفت.
با نادیده گرفتن ادعای مورد مناقشه پری، اولین مردانی که پا به قطب شمال گذاشتند، یک گروه شوروی بودند شامل ژئوفیزیکدانان میخائیل اوسترکین و پاول سنکو، اقیانوس‌شناسان میخائیل سوموف و پاول گوردینکو، و سایر دانشمندان و خدمه پرواز (در مجموع ۲۴ نفر) از هیئت Sever-2 الکساندر کوزنتسوف (مارس-مه ۱۹۴۸). این هیئت توسط اداره کل مسیر دریایی شمال سازماندهی شده بود. این گروه با سه هواپیما (خلبانان ایوان چرویچنی، ویتالی ماسلنیکوف و ایلیا کوتوف) از جزیره کوتلنی به قطب شمال پرواز کردند و در ساعت ۴:۴۴ بعد از ظهر (به وقت مسکو، UTC+04:00) در ۲۳ آوریل ۱۹۴۸ در آنجا فرود آمدند. آنها یک اردوگاه موقت برپا کردند و برای دو روز بعد مشاهدات علمی انجام دادند. در ۲۶ آوریل، هیئت اعزامی به قاره بازگشت.
سال بعد، در ۹ مه ۱۹۴۹ دو دانشمند دیگر شوروی (ویتالی ولوویچ و آندری مدودف) اولین افرادی شدند که با چتر نجات بر روی قطب شمال فرود آمدند. آنها از یک داگلاس سی-۴۷ اسکای‌ترین با شماره ثبت CCCP H-369 پریدند.
در ۳ مه ۱۹۵۲، سرهنگ دوم نیروی هوایی آمریکا جوزف او. فلچر و ستوان ویلیام پرشینگ بندیکت به همراه دانشمند آلبرت پی. کرری، یک داگلاس سی-۴۷ اسکای‌ترین اصلاح‌شده را در قطب شمال فرود آوردند. برخی منابع غربی این را اولین فرود در قطب می‌دانستند تا زمانی که فرودهای شوروی به طور گسترده‌ای شناخته شد.

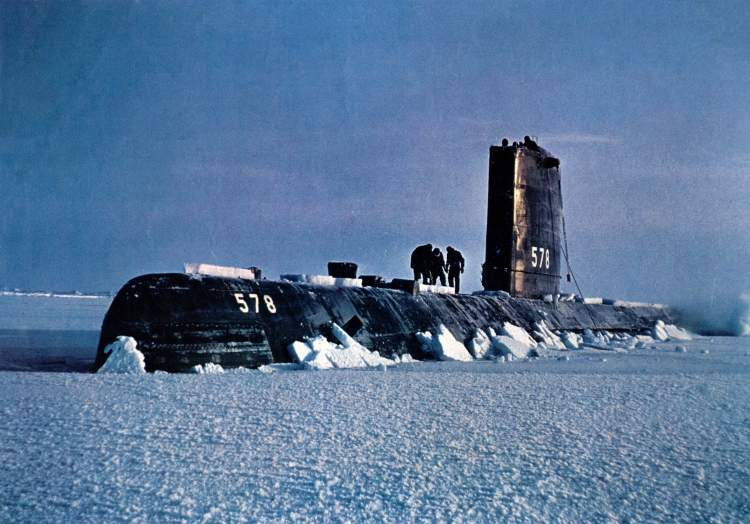
یواس‌اس اسکیت در ایستگاه شناور آلفا، ۱۹۵۸

زیردریایی نیروی دریایی ایالات متحده یواس‌اس ناتیلوس (SSN-571) در ۳ اوت ۱۹۵۸ از قطب شمال عبور کرد. در ۱۷ مارس ۱۹۵۹ یواس‌اس اسکیت (SSN-578) در قطب به سطح آب آمد و با شکستن یخ بالای آن، اولین کشتی نیروی دریایی شد که این کار را انجام داد.
اولین فتح سطحی تأیید شده قطب شمال توسط رالف پليستد، والت پدرسون، جری پیتزل و ژان-لوک بومباردیه انجام شد که با اسنوموبیل بر روی یخ سفر کرده و در ۱۹ آوریل ۱۹۶۸ به آنجا رسیدند. نیروی هوایی ایالات متحده به طور مستقل موقعیت آنها را تأیید کرد.
در ۶ آوریل ۱۹۶۹ والی هربرت و همراهانش آلن گیل، روی کوئرنر و کنت هجز از هیئت اعزامی بریتانیایی عبور از شمالگان، اولین مردانی شدند که پیاده به قطب شمال رسیدند (البته با کمک تیم‌های سگ و بارریزی هوایی). آنها به راه خود ادامه دادند تا اولین عبور سطحی از اقیانوس شمالگان - و از طولانی‌ترین محور آن، از بارو، آلاسکا به سوالبار - را تکمیل کنند، شاهکاری که هرگز تکرار نشده است. به دلیل پیشنهاداتی (که بعداً نادرست بودن آنها ثابت شد) مبنی بر استفاده پليستد از حمل و نقل هوایی، برخی منابع سفر هربرت را به عنوان اولین سفر تأیید شده برای رسیدن به قطب شمال بر روی سطح یخ با هر وسیله‌ای طبقه‌بندی می‌کنند. در دهه ۱۹۸۰، خلبانان پليستد، ولدی فیپس و کن لی، سوگندنامه‌هایی را امضا کردند که هیچ گونه حمل و نقل هوایی ارائه نشده است. همچنین گفته می‌شود که هربرت اولین کسی بود که به قطب عدم دسترسی رسید.

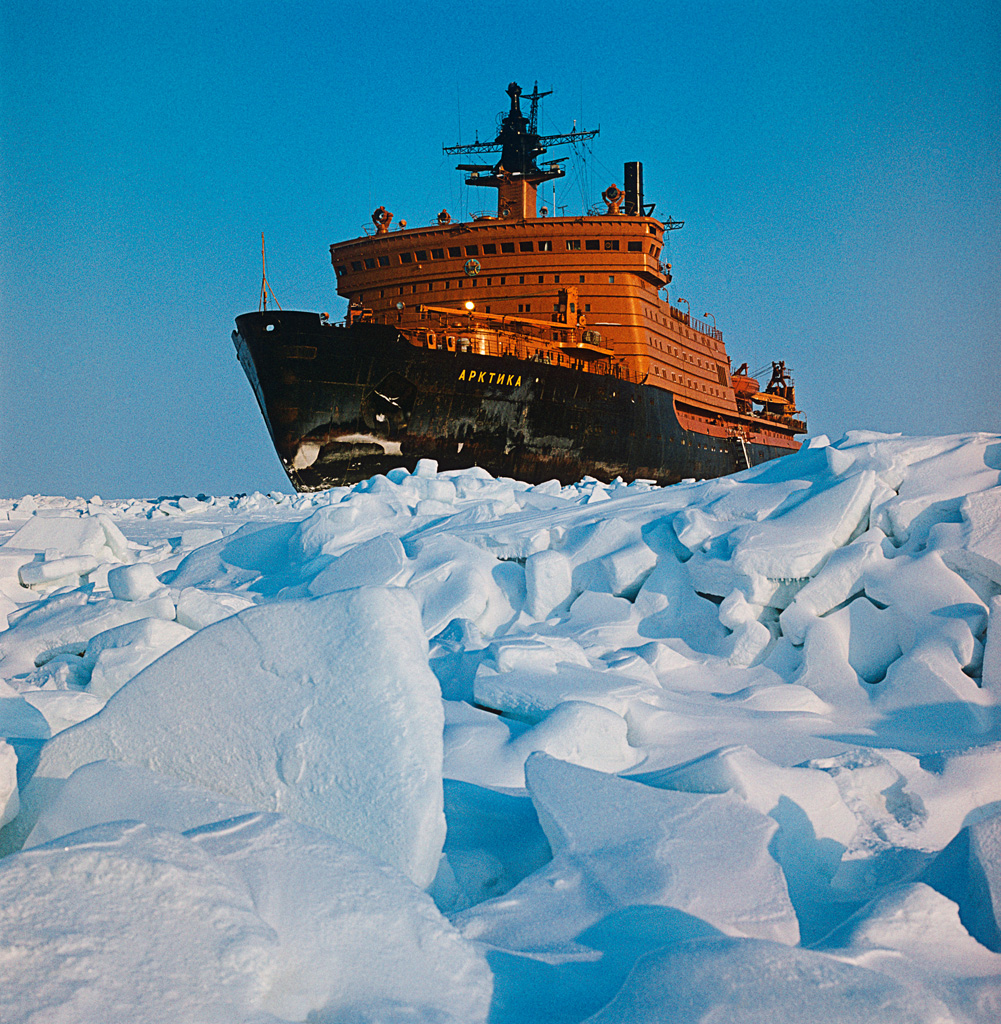
یخ‌شکن شوروی آرکتیکا، اولین کشتی سطحی که در سال ۱۹۷۷ به قطب شمال رسید

در ۱۷ اوت ۱۹۷۷، یخ‌شکن هسته‌ای شوروی آرکتیکا اولین سفر یک کشتی سطحی به قطب شمال را به پایان رساند.
در سال ۱۹۸۲، رانولف فاینس و چارلز آر. برتون اولین افرادی شدند که در یک فصل از اقیانوس شمالگان عبور کردند. آنها در ۱۷ فوریه ۱۹۸۲ از کیپ کروزیر، جزیره الزمیر حرکت کردند و در ۱۰ آوریل ۱۹۸۲ به قطب شمال جغرافیایی رسیدند. آنها پیاده و با اسنوموبیل سفر کردند. از قطب، آنها به سمت سوالبار حرکت کردند اما به دلیل ماهیت ناپایدار یخ، پس از ۹۹ روز رانده شدن به سمت جنوب بر روی یک قطعه یخ، عبور خود را در لبه یخ به پایان رساندند. آنها سرانجام توانستند به کشتی اعزامی خود MV Benjamin Bowring برسند و در ۴ اوت ۱۹۸۲ در موقعیت 80:31N 00:59W سوار آن شدند. در نتیجه این سفر که بخشی از سفر اکتشافی ترنس‌گلوب سه ساله ۱۹۷۹-۱۹۸۲ بود، فاینس و برتون اولین افرادی شدند که یک دور کامل جهان از طریق هر دو قطب شمال و جنوب، تنها با سفر سطحی، را به پایان رساندند. این دستاورد تا به امروز بی‌رقیب باقی مانده است. خدمه اعزامی شامل یک جک راسل تریر به نام بوتی بود که اولین سگی شد که از هر دو قطب بازدید کرد.
در سال ۱۹۸۵، سر ادموند هیلاری (اولین مردی که بر قله اورست ایستاد) و نیل آرمسترانگ (اولین مردی که بر روی ماه ایستاد) با یک هواپیمای اسکی کوچک دوموتوره در قطب شمال فرود آمدند. هیلاری بدین ترتیب اولین مردی شد که در هر دو قطب و بر قله اورست ایستاده است.
در سال ۱۹۸۶، ویل استگر به همراه هفت هم‌تیمی، اولین نفری شد که تأیید شد با سورتمه سگ و بدون تأمین مجدد به قطب رسیده است.
یواس‌اس گارنارد (SSN-662) از سپتامبر تا نوامبر ۱۹۸۴ در اقیانوس شمالگان زیر کلاهک یخی قطبی به همراه یکی از کشتی‌های خواهر خود، زیردریایی تهاجمی یواس‌اس پینتادو (SSN-672) عملیات انجام داد. در ۱۲ نوامبر ۱۹۸۴، گارنارد و پینتادو سومین زوج زیردریایی شدند که با هم در قطب شمال به سطح آمدند. در مارس ۱۹۹۰، گارنارد در طول تمرین Ice Ex '90 به منطقه شمالگان اعزام شد و تنها چهارمین عبور زیر آب زمستانی از دریاهای برینگ را تکمیل کرد. گارنارد در ۱۸ آوریل به همراه یواس‌اس سی‌هورس (SSN-669) در قطب شمال به سطح آمد.

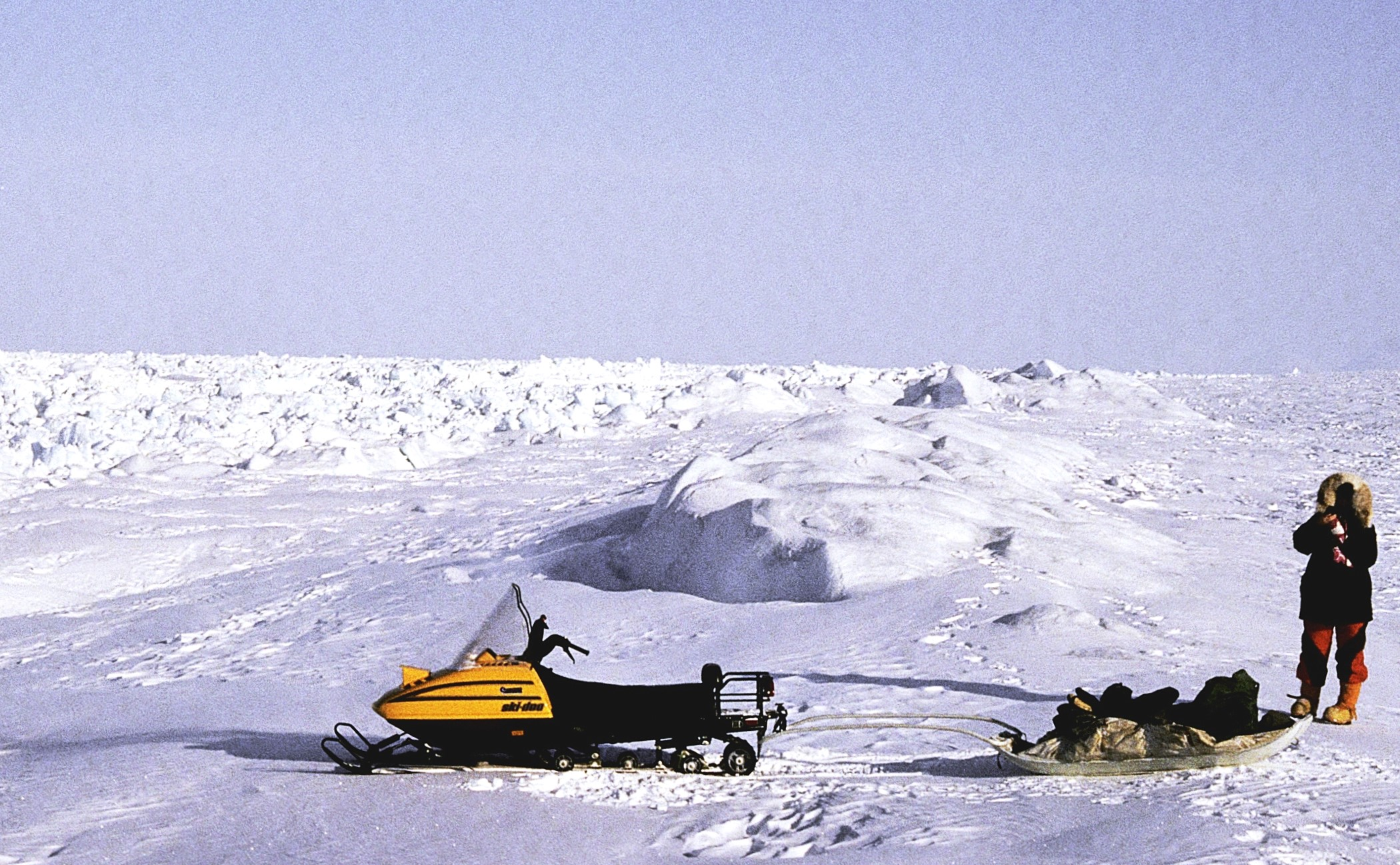
هیئت اعزامی آلمان به قطب شمال در سال ۱۹۹۰، اسکی-دو برای تحقیقات محلی بر روی یخ‌پک

در ۱۶ آوریل ۱۹۹۰، یک هیئت اعزامی آلمانی-سوئیسی به رهبری تیمی از دانشگاه گیسن برای مطالعاتی در مورد آلودگی یخ‌پک، برف و هوا به قطب شمال جغرافیایی رسیدند. نمونه‌های گرفته شده با همکاری سازمان زمین‌شناسی کانادا و مؤسسه آلفرد وگنر برای تحقیقات قطبی و دریایی تحلیل شدند. توقف‌های بعدی برای جمع‌آوری نمونه در یخ دریایی چندساله در ۸۶ درجه شمالی، در کیپ کلمبیا و جزیره وارد هانت بود.
در ۴ مه ۱۹۹۰، بورگه اوسلند و ارلینگ کاگه اولین کاوشگرانی شدند که بدون پشتیبانی به قطب شمال رسیدند، پس از یک سفر اسکی ۵۸ روزه از جزیره الزمیر در کانادا، به مسافت ۸۰۰ کیلومتر.
در ۷ سپتامبر ۱۹۹۱، کشتی تحقیقاتی آلمانی پولاراشترن و یخ‌شکن سوئدی اودن به عنوان اولین کشتی‌های با نیروی محرکه معمولی به قطب شمال رسیدند. هر دو گروه علمی و خدمه نمونه‌های اقیانوس‌شناسی و زمین‌شناسی گرفتند و یک طناب‌کشی و یک بازی فوتبال بر روی یک قطعه یخ برگزار کردند. پولاراشترن دقیقاً ۱۰ سال بعد دوباره به قطب رسید، به همراه هیلی.
در سال‌های ۱۹۹۸، ۱۹۹۹ و ۲۰۰۰، لادا نیوا مارش (نسخه‌های ویژه با چرخ‌های بسیار بزرگ ساخته شده توسط BRONTO، بخش محصولات آزمایشی لادا/واز) به قطب شمال رانده شدند. هیئت اعزامی ۱۹۹۸ با چتر نجات فرود آمد و مسیر را تا قطب شمال تکمیل کرد. هیئت اعزامی ۲۰۰۰ از یک پایگاه تحقیقاتی روسی در حدود ۱۱۴ کیلومتری قطب حرکت کرد و ادعای سرعت متوسط ۲۰-۱۵ کیلومتر در ساعت در دمای متوسط -۳۰ درجه سانتی‌گراد را داشت.

### قرن بیست و یکم

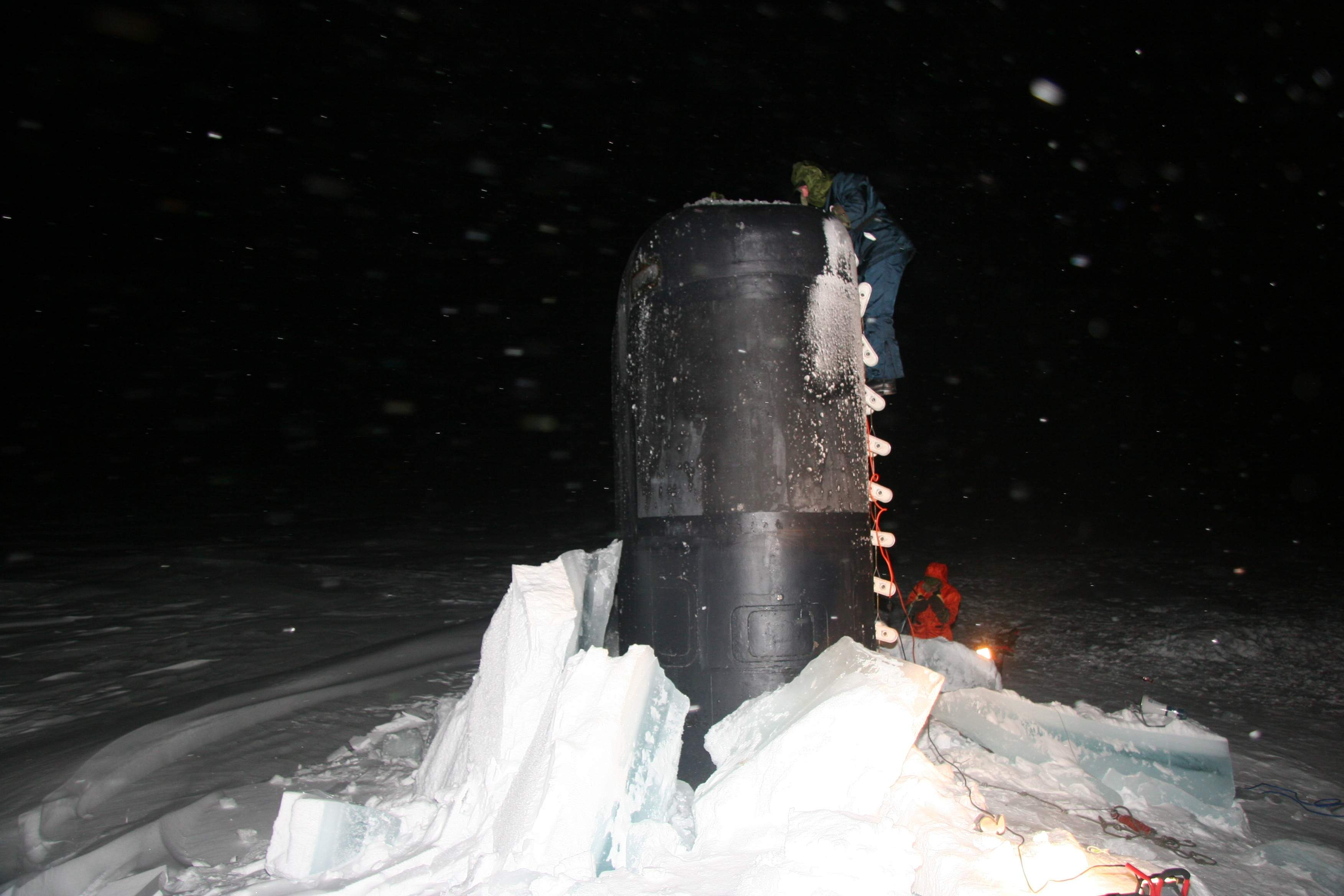
یواس‌اس شارلوت در قطب شمال در سال ۲۰۰۵

پروازهای هواپیماهای تجاری در مسیرهای قطبی ممکن است از فاصله دید قطب شمال عبور کنند. برای مثال، یک پرواز از شیکاگو به پکن ممکن است تا عرض جغرافیایی ۸۹ درجه شمالی نزدیک شود، اگرچه به دلیل بادهای غالب، سفرهای بازگشت از روی تنگه برینگ انجام می‌شود. در سال‌های اخیر، سفر به قطب شمال با هواپیما (فرود با هلیکوپتر یا روی باندی که روی یخ آماده شده است) یا با یخ‌شکن نسبتاً عادی شده و حتی برای گروه‌های کوچک گردشگر از طریق شرکت‌های تعطیلات ماجراجویانه در دسترس است. پرش با چتر نجات نیز در سال‌های اخیر به طور مکرر در قطب شمال انجام شده است. اردوگاه موقت فصلی روسی بارنئو از سال ۲۰۰۲ سالانه با هواپیما در فاصله کوتاهی از قطب تأسیس شده و به محققان علمی و همچنین گروه‌های گردشگری خدمات ارائه می‌دهد. سفر از اردوگاه به خود قطب را می‌توان به صورت زمینی یا با هلیکوپتر ترتیب داد.
اولین تلاش برای اکتشاف زیر آب در قطب شمال در ۲۲ آوریل ۱۹۹۸ توسط آتش‌نشان و غواص روسی آندری روژکوف با حمایت باشگاه غواصی دانشگاه دولتی مسکو انجام شد، اما با مرگ به پایان رسید. تلاش بعدی برای غواصی در قطب شمال سال بعد توسط همان باشگاه غواصی سازماندهی شد و در ۲۴ آوریل ۱۹۹۹ با موفقیت به پایان رسید. غواصان مایکل وولف (اتریش)، برت کورمیک (بریتانیا) و باب واس (ایالات متحده) بودند.
در سال ۲۰۰۵، زیردریایی نیروی دریایی ایالات متحده یواس‌اس شارلوت (SSN-766) از میان ۱۵۵ سانتیمتر (۶۱ اینچ) یخ در قطب شمال به سطح آمد و ۱۸ ساعت در آنجا ماند.
در ژوئیه ۲۰۰۷، شناگر استقامتی بریتانیایی لوئیس گوردون پیو یک شنای ۱ کیلومتر (۰٫۶۲ مایل) را در قطب شمال به پایان رساند. این شاهکار او که برای برجسته کردن اثرات گرمایش جهانی انجام شد، در آب شفافی که بین قطعات یخ باز شده بود، صورت گرفت. تلاش بعدی او برای پارو زدن با کایاک به قطب شمال در اواخر سال ۲۰۰۸، به دنبال پیش‌بینی اشتباه آب شفاف تا قطب، با گیر افتادن هیئت اعزامی او در یخ ضخیم پس از تنها سه روز، ناکام ماند. سپس این سفر رها شد.
تا سپتامبر ۲۰۰۷، قطب شمال ۶۶ بار توسط کشتی‌های سطحی مختلف بازدید شده بود: ۵۴ بار توسط یخ‌شکن‌های شوروی و روسیه، ۴ بار توسط اودن سوئد، ۳ بار توسط پولاراشترن آلمان، ۳ بار توسط یواس‌سی‌جی‌سی هیلی و یواس‌سی‌جی‌سی پولار سی، و یک بار توسط سی‌سی‌جی‌اس لویی اس. سنت-لوران و توسط ویدار وایکینگ سوئدی.

#### فرود سال ۲۰۰۷ به بستر دریای قطب شمال

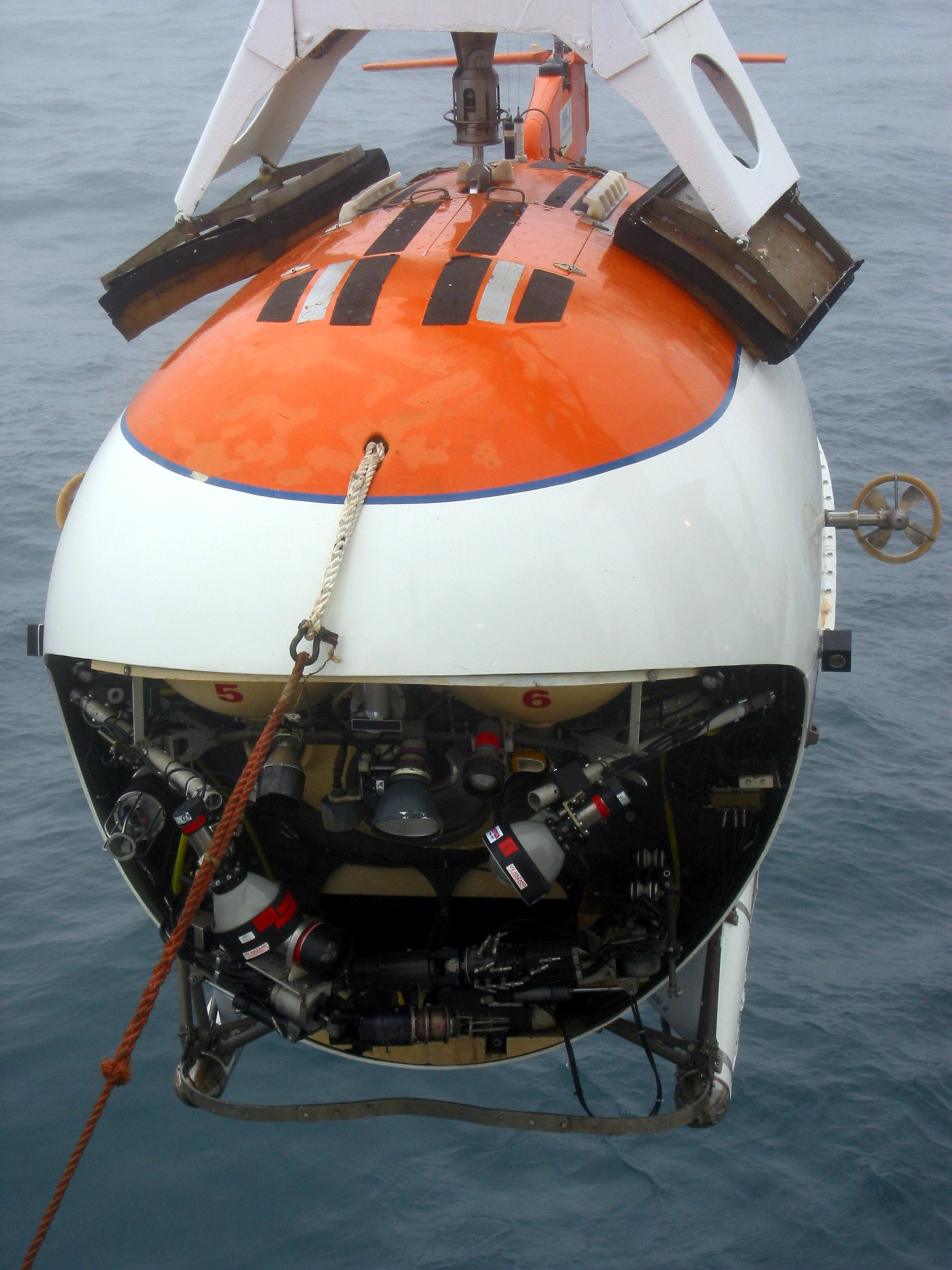
زیردریایی میر روسی، یکی از دو وسیله نقلیه‌ای که در اولین فرود سرنشین‌دار به بستر دریا در زیر قطب شمال استفاده شد

در ۲ اوت ۲۰۰۷، یک هیئت علمی روسی آرکتیکا ۲۰۰۷ اولین فرود سرنشین‌دار تاریخ را به کف اقیانوس در قطب شمال، به عمق ۴٫۳ کیلومتر (۲٫۷ مایل) انجام داد، به عنوان بخشی از برنامه تحقیقاتی در حمایت از ادعای فلات قاره گسترده روسیه در سال ۲۰۰۱ به بخش بزرگی از کف اقیانوس شمالگان. این فرود در دو زیردریایی میر انجام شد و توسط کاوشگر قطبی شوروی و روسیه آرتور چیلینگاروف رهبری می‌شد. در یک اقدام نمادین، پرچم روسیه دقیقاً در قطب بر روی کف اقیانوس قرار داده شد.
این سفر، آخرین تلاش از یک سری تلاش‌ها بود که به گفته نیویورک تایمز، هدف آن اعطای نفوذ غالب به روسیه در شمالگان بود.

#### سفر اکتشافی MLAE 2009
در سال ۲۰۰۹، سفر دریایی-یخی-خودرویی روسیه (MLAE-2009) با رهبری واسیلی یلاگین و تیمی متشکل از آفاناسی ماکوفنف، ولادیمیر اوبیخود، الکسی شکرابکین، سرگئی لارین، الکسی اوشاکوف و نیکولای نیکولشین با دو خودروی ATV شش چرخ سفارشی با لاستیک‌های کم‌فشار به قطب شمال رسیدند. این وسایل نقلیه، یملیا-۱ و یملیا-۲، توسط واسیلی یلاگین، کوهنورد، کاوشگر و مهندس روسی طراحی شده بودند. آنها در ۲۶ آوریل ۲۰۰۹، ساعت ۱۷:۳۰ (به وقت مسکو) به قطب شمال رسیدند. این سفر تا حدی توسط هوانوردی دولتی روسیه پشتیبانی می‌شد. کتاب رکوردهای روسیه آن را به عنوان اولین سفر موفق با وسیله نقلیه از خشکی به قطب شمال جغرافیایی به رسمیت شناخت.

#### سفر اکتشافی MLAE 2013

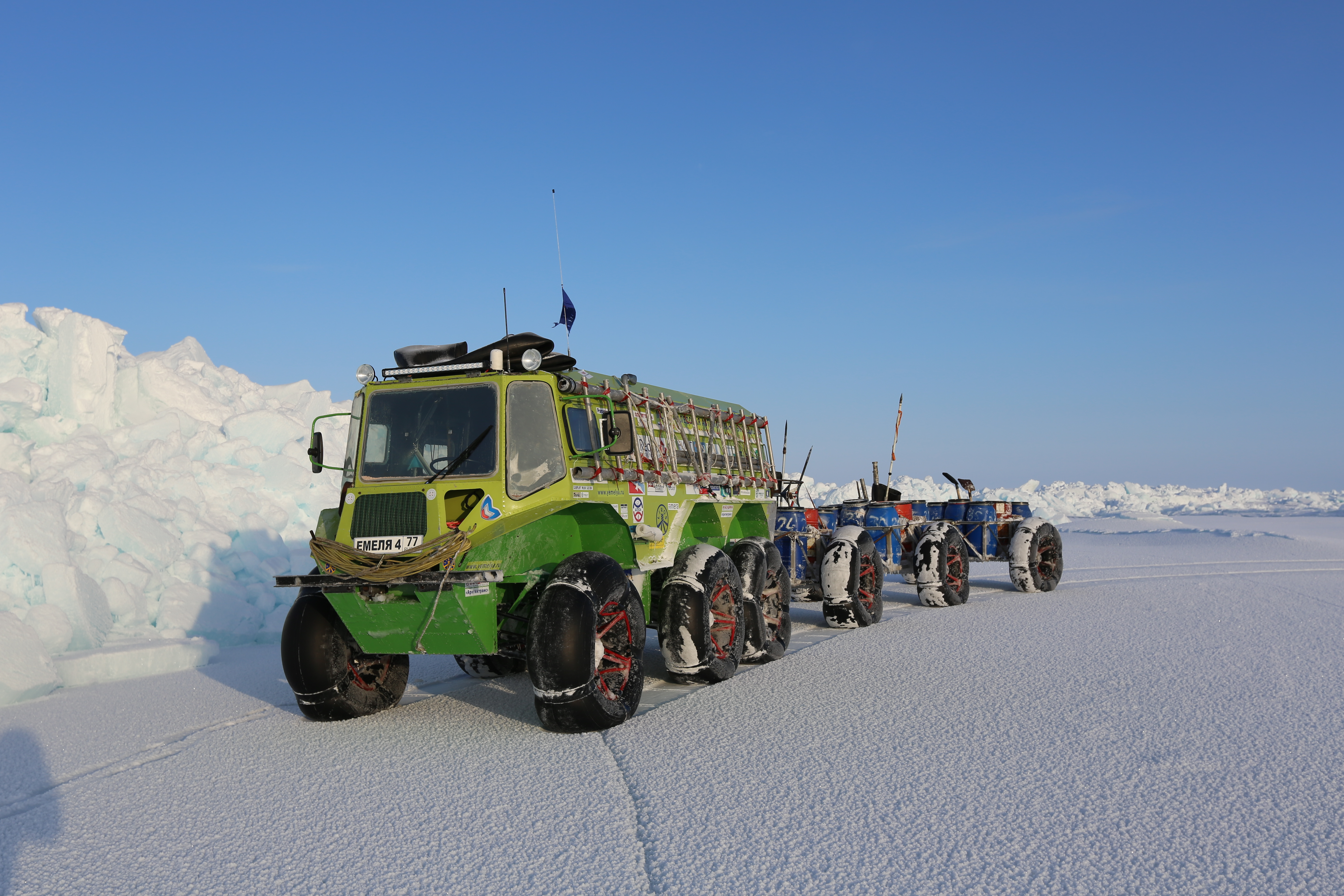
یملیا، یک وسیله نقلیه دوزیست روسی همه‌جارو

در ۱ مارس ۲۰۱۳، سفر دریایی-یخی-خودرویی روسیه (MLAE 2013) با رهبری واسیلی یلاگین و تیمی متشکل از آفاناسی ماکوفنف، ولادیمیر اوبیخود، الکسی شکرابکین، آندری وانکوف، سرگئی ایسایف و نیکولای کوزلوف با دو خودروی ATV شش چرخ سفارشی با لاستیک‌های کم‌فشار—یملیا-۳ و یملیا-۴— از جزیره گلومیانی (مجمع‌الجزایر سورنایا زملیا) به سمت قطب شمال از طریق یخ‌های شناور اقیانوس شمالگان حرکت کردند. این وسایل نقلیه در ۶ آوریل به قطب رسیدند و سپس به سمت سواحل کانادا ادامه دادند. سواحل در ۳۰ آوریل ۲۰۱۳ (83°08N, 075°59W جزیره وارد هانت) رسیدند و در ۵ مه ۲۰۱۳، سفر در خلیج رزولوت، نوناووت به پایان رسید. مسیر بین مرز روسیه (جزیره ماچتویی از مجمع‌الجزایر سورنایا زملیا، 80°15N, 097°27E) و سواحل کانادا (جزیره وارد هانت، 83°08N, 075°59W) ۵۵ روز طول کشید؛ این مسیر حدود ۲۳۰۰ کیلومتر بر روی یخ شناور و در مجموع حدود ۴۰۰۰ کیلومتر بود. این سفر کاملاً خودکفا بود و از هیچ گونه تدارک های خارجی استفاده نکرد. این سفر توسط انجمن جغرافیایی روسیه پشتیبانی شد.

## زمان، شب و روز
خورشید در قطب شمال در طول تابستان به طور مداوم بالای افق و در طول زمستان به طور مداوم زیر افق قرار دارد. طلوع خورشید درست قبل از اعتدال بهاری (حدود ۲۰ مارس) است؛ سپس خورشید سه ماه طول می‌کشد تا به بالاترین نقطه خود یعنی نزدیک به ۲۳٫۵ درجه ارتفاع در انقلاب تابستانی (حدود ۲۱ ژوئن) برسد، پس از آن شروع به پایین آمدن می‌کند و درست پس از اعتدال پاییزی (حدود ۲۳ سپتامبر) به غروب می‌رسد. وقتی خورشید در آسمان قطبی قابل مشاهده است، به نظر می‌رسد در یک دایره افقی بالای افق حرکت می‌کند. این دایره به تدریج از نزدیکی افق درست پس از اعتدال بهاری بالا می‌آید تا به حداکثر ارتفاع خود (بر حسب درجه) بالای افق در انقلاب تابستانی برسد و سپس دوباره به سمت افق پایین می‌آید تا در اعتدال پاییزی زیر آن فرو رود. از این رو قطب شمال و جنوب کندترین نرخ طلوع و غروب خورشید را روی زمین تجربه می‌کنند.
دوره گرگ‌ومیش که قبل از طلوع و بعد از غروب رخ می‌دهد، سه تعریف مختلف دارد:
- یک دوره گرگ‌ومیش مدنی حدود دو هفته؛
- یک دوره گرگ‌ومیش دریایی حدود پنج هفته؛ و
- یک دوره گرگ‌ومیش نجومی حدود هفت هفته.

این اثرات ناشی از ترکیبی از انحراف محوری زمین و گردش آن به دور خورشید است. جهت انحراف محوری زمین و همچنین زاویه آن نسبت به صفحه مدار زمین به دور خورشید، در طول یک سال تقریباً ثابت باقی می‌ماند (هر دو در دوره‌های زمانی طولانی بسیار کند تغییر می‌کنند). در نیمه تابستان شمالی، قطب شمال به بیشترین حد خود به سمت خورشید قرار دارد. با گذشت سال و حرکت زمین به دور خورشید، قطب شمال به تدریج از خورشید دور می‌شود تا در نیمه زمستان به بیشترین حد خود از خورشید دور باشد. توالی مشابهی در قطب جنوب با اختلاف زمانی شش ماهه مشاهده می‌شود.
از آنجایی که طول جغرافیایی در قطب شمال تعریف نشده است، زمان دقیق یک موضوع قراردادی است. سفرهای اکتشافی قطبی از هر زمانی که راحت‌تر باشد استفاده می‌کنند، مانند زمان گرینویچ یا منطقه زمانی مبدأ خودشان.

## آب و هوا، یخ دریا در قطب شمال

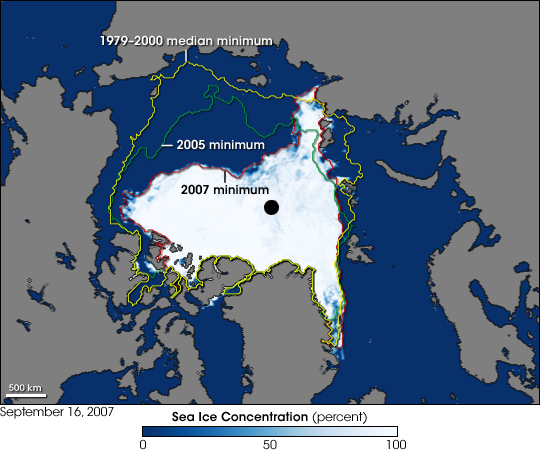
کاهش یخ شمالگان در سال ۲۰۰۷ در مقایسه با سال ۲۰۰۵ و همچنین در مقایسه با میانگین سال‌های ۱۹۷۹-۲۰۰۰.

قطب شمال به طور قابل توجهی گرم‌تر از قطب جنوب است زیرا در سطح دریا در وسط یک اقیانوس قرار دارد (که به عنوان یک مخزن گرما عمل می‌کند)، نه در ارتفاع بر روی یک توده خشکی قاره‌ای. علی‌رغم اینکه یک کلاهک یخی است، شمالی‌ترین ایستگاه هواشناسی در گرینلند دارای اقلیم توندرا (کوپن ET) است زیرا میانگین دمای ژوئیه و اوت به بالای نقطه انجماد می‌رسد.
دمای زمستان در شمالی‌ترین ایستگاه هواشناسی در گرینلند می‌تواند از حدود −۵۰ تا −۱۳ درجه سلسیوس (−۵۸ تا ۹ درجه فارنهایت) متغیر باشد و به طور متوسط حدود −۳۱ درجه سلسیوس (−۲۴ درجه فارنهایت) است و قطب شمال کمی سردتر است. با این حال، یک طوفان غیرعادی باعث شد که دما در ۳۰ دسامبر ۲۰۱۵ در یک شناور سازمان جهانی هواشناسی واقع در 87.45 درجه شمالی برای مدتی به ۰٫۷ درجه سلسیوس (۳۳٫۳ درجه فارنهایت) برسد. تخمین زده شد که دمای قطب شمال در طول طوفان بین −۱ و ۲ درجه سلسیوس (۳۰ و ۳۵ درجه فارنهایت) بوده است. دمای تابستان (ژوئن، ژوئیه و اوت) به طور متوسط در حدود نقطه انجماد (۰ درجه سلسیوس (۳۲ درجه فارنهایت)) است. بالاترین دمای ثبت شده ۱۳ درجه سلسیوس (۵۵ درجه فارنهایت) است، که بسیار گرم‌تر از رکورد بالای قطب جنوب یعنی تنها −۱۲٫۳ درجه سلسیوس (۹٫۹ درجه فارنهایت) است. افزایش مشابهی در دما در ۱۵ نوامبر ۲۰۱۶ رخ داد که دما به نقطه انجماد رسید. بار دیگر، فوریه ۲۰۱۸ شاهد طوفانی چنان قدرتمند بود که دما در کیپ موریس جسوپ، شمالی‌ترین ایستگاه هواشناسی جهان در گرینلند، به ۶٫۱ درجه سلسیوس (۴۳٫۰ درجه فارنهایت) رسید و ۲۴ ساعت متوالی بالای نقطه انجماد باقی ماند. در همین حال، تخمین زده شد که خود قطب به دمای بالای ۱٫۶ درجه سلسیوس (۳۴٫۹ درجه فارنهایت) رسیده است. همین دمای ۱٫۶ درجه سلسیوس (۳۴٫۹ درجه فارنهایت) در همان زمان در فرودگاه هالیوود بوربانک در لس آنجلس نیز ثبت شد.
یخ دریا در قطب شمال به طور معمول حدود ۲ تا ۳ متر (۶ فوت ۷ اینچ تا ۹ فوت ۱۰ اینچ) ضخامت دارد، اگرچه ضخامت یخ، گستره فضایی آن و درصد آب باز در داخل بسته یخ می‌تواند به سرعت و به شدت در پاسخ به آب و هوا و اقلیم تغییر کند. مطالعه ها نشان داده‌اند که ضخامت متوسط یخ در سال‌های اخیر کاهش یافته است. احتمالاً گرمایش جهانی به این امر کمک کرده است، اما نمی‌توان کاهش ناگهانی اخیر ضخامت را به طور کامل به گرمایش مشاهده شده در شمالگان نسبت داد. گزارش‌ها همچنین پیش‌بینی کرده‌اند که در عرض چند دهه اقیانوس شمالگان در تابستان کاملاً بدون یخ خواهد بود. این ممکن است پیامدهای تجاری قابل توجهی داشته باشد؛ به "ادعاهای سرزمینی" در زیر مراجعه کنید.
عقب‌نشینی یخ دریای شمالگان گرمایش جهانی را تسریع خواهد کرد، زیرا پوشش یخی کمتر، تابش خورشیدی کمتری را منعکس می‌کند و ممکن است با کمک به تولید چرخندهای شمالگان، پیامدهای اقلیمی جدی داشته باشد.
| داده‌های اقلیم ایستگاه هواشناسی گرینلند در ۸۳°۳۸′ شمالی ۰۳۳°۲۲′ غربی / ۸۳٫۶۳۳°شمالی ۳۳٫۳۶۷°غربی واقع در ۷۰۹ کیلومتر (۴۴۱ مایل) از قطب شمال (مشاهدات متوسط یازده ساله). | داده‌های اقلیم ایستگاه هواشناسی گرینلند در ۸۳°۳۸′ شمالی ۰۳۳°۲۲′ غربی / ۸۳٫۶۳۳°شمالی ۳۳٫۳۶۷°غربی واقع در ۷۰۹ کیلومتر (۴۴۱ مایل) از قطب شمال (مشاهدات متوسط یازده ساله). | داده‌های اقلیم ایستگاه هواشناسی گرینلند در ۸۳°۳۸′ شمالی ۰۳۳°۲۲′ غربی / ۸۳٫۶۳۳°شمالی ۳۳٫۳۶۷°غربی واقع در ۷۰۹ کیلومتر (۴۴۱ مایل) از قطب شمال (مشاهدات متوسط یازده ساله). | داده‌های اقلیم ایستگاه هواشناسی گرینلند در ۸۳°۳۸′ شمالی ۰۳۳°۲۲′ غربی / ۸۳٫۶۳۳°شمالی ۳۳٫۳۶۷°غربی واقع در ۷۰۹ کیلومتر (۴۴۱ مایل) از قطب شمال (مشاهدات متوسط یازده ساله). | داده‌های اقلیم ایستگاه هواشناسی گرینلند در ۸۳°۳۸′ شمالی ۰۳۳°۲۲′ غربی / ۸۳٫۶۳۳°شمالی ۳۳٫۳۶۷°غربی واقع در ۷۰۹ کیلومتر (۴۴۱ مایل) از قطب شمال (مشاهدات متوسط یازده ساله). | داده‌های اقلیم ایستگاه هواشناسی گرینلند در ۸۳°۳۸′ شمالی ۰۳۳°۲۲′ غربی / ۸۳٫۶۳۳°شمالی ۳۳٫۳۶۷°غربی واقع در ۷۰۹ کیلومتر (۴۴۱ مایل) از قطب شمال (مشاهدات متوسط یازده ساله). | داده‌های اقلیم ایستگاه هواشناسی گرینلند در ۸۳°۳۸′ شمالی ۰۳۳°۲۲′ غربی / ۸۳٫۶۳۳°شمالی ۳۳٫۳۶۷°غربی واقع در ۷۰۹ کیلومتر (۴۴۱ مایل) از قطب شمال (مشاهدات متوسط یازده ساله). | داده‌های اقلیم ایستگاه هواشناسی گرینلند در ۸۳°۳۸′ شمالی ۰۳۳°۲۲′ غربی / ۸۳٫۶۳۳°شمالی ۳۳٫۳۶۷°غربی واقع در ۷۰۹ کیلومتر (۴۴۱ مایل) از قطب شمال (مشاهدات متوسط یازده ساله). | داده‌های اقلیم ایستگاه هواشناسی گرینلند در ۸۳°۳۸′ شمالی ۰۳۳°۲۲′ غربی / ۸۳٫۶۳۳°شمالی ۳۳٫۳۶۷°غربی واقع در ۷۰۹ کیلومتر (۴۴۱ مایل) از قطب شمال (مشاهدات متوسط یازده ساله). | داده‌های اقلیم ایستگاه هواشناسی گرینلند در ۸۳°۳۸′ شمالی ۰۳۳°۲۲′ غربی / ۸۳٫۶۳۳°شمالی ۳۳٫۳۶۷°غربی واقع در ۷۰۹ کیلومتر (۴۴۱ مایل) از قطب شمال (مشاهدات متوسط یازده ساله). | داده‌های اقلیم ایستگاه هواشناسی گرینلند در ۸۳°۳۸′ شمالی ۰۳۳°۲۲′ غربی / ۸۳٫۶۳۳°شمالی ۳۳٫۳۶۷°غربی واقع در ۷۰۹ کیلومتر (۴۴۱ مایل) از قطب شمال (مشاهدات متوسط یازده ساله). | داده‌های اقلیم ایستگاه هواشناسی گرینلند در ۸۳°۳۸′ شمالی ۰۳۳°۲۲′ غربی / ۸۳٫۶۳۳°شمالی ۳۳٫۳۶۷°غربی واقع در ۷۰۹ کیلومتر (۴۴۱ مایل) از قطب شمال (مشاهدات متوسط یازده ساله). | داده‌های اقلیم ایستگاه هواشناسی گرینلند در ۸۳°۳۸′ شمالی ۰۳۳°۲۲′ غربی / ۸۳٫۶۳۳°شمالی ۳۳٫۳۶۷°غربی واقع در ۷۰۹ کیلومتر (۴۴۱ مایل) از قطب شمال (مشاهدات متوسط یازده ساله). | داده‌های اقلیم ایستگاه هواشناسی گرینلند در ۸۳°۳۸′ شمالی ۰۳۳°۲۲′ غربی / ۸۳٫۶۳۳°شمالی ۳۳٫۳۶۷°غربی واقع در ۷۰۹ کیلومتر (۴۴۱ مایل) از قطب شمال (مشاهدات متوسط یازده ساله). |
| ماه | ژانویه | فوریه | مارس | آوریل | مه | ژوئن | ژوئیه | اوت | سپتامبر | اکتبر | نوامبر | دسامبر | سال |
| --- | --- | --- | --- | --- | --- | --- | --- | --- | --- | --- | --- | --- | --- |
| سابقهٔ بیش‌ترین °C (°F) | −۱۳ (۹) | −۱۴ (۷) | −۱۱ (۱۲) | −۶ (۲۱) | ۳ (۳۷) | ۱۰ (۵۰) | ۱۳ (۵۵) | ۱۲ (۵۴) | ۷ (۴۵) | ۹ (۴۸) | ۰٫۶ (۳۳) | ۰٫۷ (۳۳) | ۱۳ (۵۵) |
| میانگین بیش‌ترین °C (°F) | −۲۹ (−۲۰) | −۳۱ (−۲۴) | −۳۰ (−۲۲) | −۲۲ (−۸) | −۹ (۱۶) | ۰ (۳۲) | ۲ (۳۶) | ۱ (۳۴) | ۰ (۳۲) | −۸ (۱۸) | −۲۵ (−۱۳) | −۲۶ (−۱۵) | (۵٫۵) |
| میانگین روزانه °C (°F) | -۳۱ | −۳۲ (−۲۶) | −۳۱ (−۲۴) | −۲۳ (−۹) | −۱۱ (۱۲) | −۱ (۳۰) | ۱ (۳۴) | ۰ (۳۲) | −۱ (۳۰) | −۱۰ (۱۴) | −۲۷ (−۱۷) | −۲۸ (−۱۸) | |
| میانگین کم‌ترین °C (°F) | −۳۳ (−۲۷) | −۳۵ (−۳۱) | −۳۴ (−۲۹) | −۲۶ (−۱۵) | −۱۲ (۱۰) | −۲ (۲۸) | ۰ (۳۲) | −۱ (۳۰) | −۲ (۲۸) | −۱۱ (۱۲) | −۳۰ (−۲۲) | −۳۱ (−۲۴) | (−۰٫۷) |
| سابقهٔ کم‌ترین °C (°F) | −۴۷ (−۵۳) | −۵۰ (−۵۸) | −۵۰ (−۵۸) | −۴۱ (−۴۲) | −۲۴ (−۱۱) | −۱۲ (۱۰) | −۲ (۲۸) | −۱۲ (۱۰) | −۳۱ (−۲۴) | −۲۱ (−۶) | −۴۱ (−۴۲) | −۴۷ (−۵۳) | −۵۰ (−۵۸) |
| درصد رطوبت | ۸۳٫۵ | ۸۳٫۰ | ۸۳٫۰ | ۸۵٫۰ | ۸۷٫۵ | ۹۰٫۰ | ۹۰٫۰ | ۸۹٫۵ | ۸۸٫۰ | ۸۴٫۵ | ۸۳٫۰ | ۸۳٫۰ | |
| منبع: Weatherbase | | | | | | | | | | | | | |

## گیاهان و جانوران
اعتقاد بر این است که خرس قطبی به دلیل کمبود غذا به ندرت فراتر از حدود ۸۲ درجه شمالی سفر می‌کند، هرچند ردپاهایی در مجاورت قطب شمال دیده شده است و یک سفر اکتشافی در سال ۲۰۰۶ از مشاهده یک خرس قطبی تنها در ۱ مایل (۱٫۶ کیلومتر) از قطب خبر داد. فک حلقه‌دار نیز در قطب دیده شده است و روباه قطبی در کمتر از ۶۰ کیلومتر (۳۷ مایل) دورتر در '۴۰°۸۹ شمالی مشاهده شده است.
پرندگانی که در قطب یا بسیار نزدیک به آن دیده شده‌اند عبارتند از زردپره برفی، فولمار شمالی و کاکایی پاسیاه، هرچند برخی از مشاهدات پرندگان ممکن است به دلیل تمایل پرندگان به دنبال کردن کشتی‌ها و هیئت‌های اعزامی، تحریف شده باشد.
ماهی‌ها در آب‌های قطب شمال دیده شده‌اند، اما این‌ها احتمالاً تعداد کمی دارند. یکی از اعضای تیم روسی که در اوت ۲۰۰۷ به بستر دریای قطب شمال فرود آمد، گزارش داد که هیچ موجود دریایی زنده‌ای در آنجا ندیده است. با این حال، بعداً گزارش شد که یک شقایق دریایی توسط تیم روسی از گل و لای بستر دریا برداشته شده و فیلم ویدئویی از غواصی، میگوها و دوجورپایان ناشناس را نشان می‌دهد.

## ادعاهای سرزمینی نسبت به قطب شمال و مناطق شمالگان

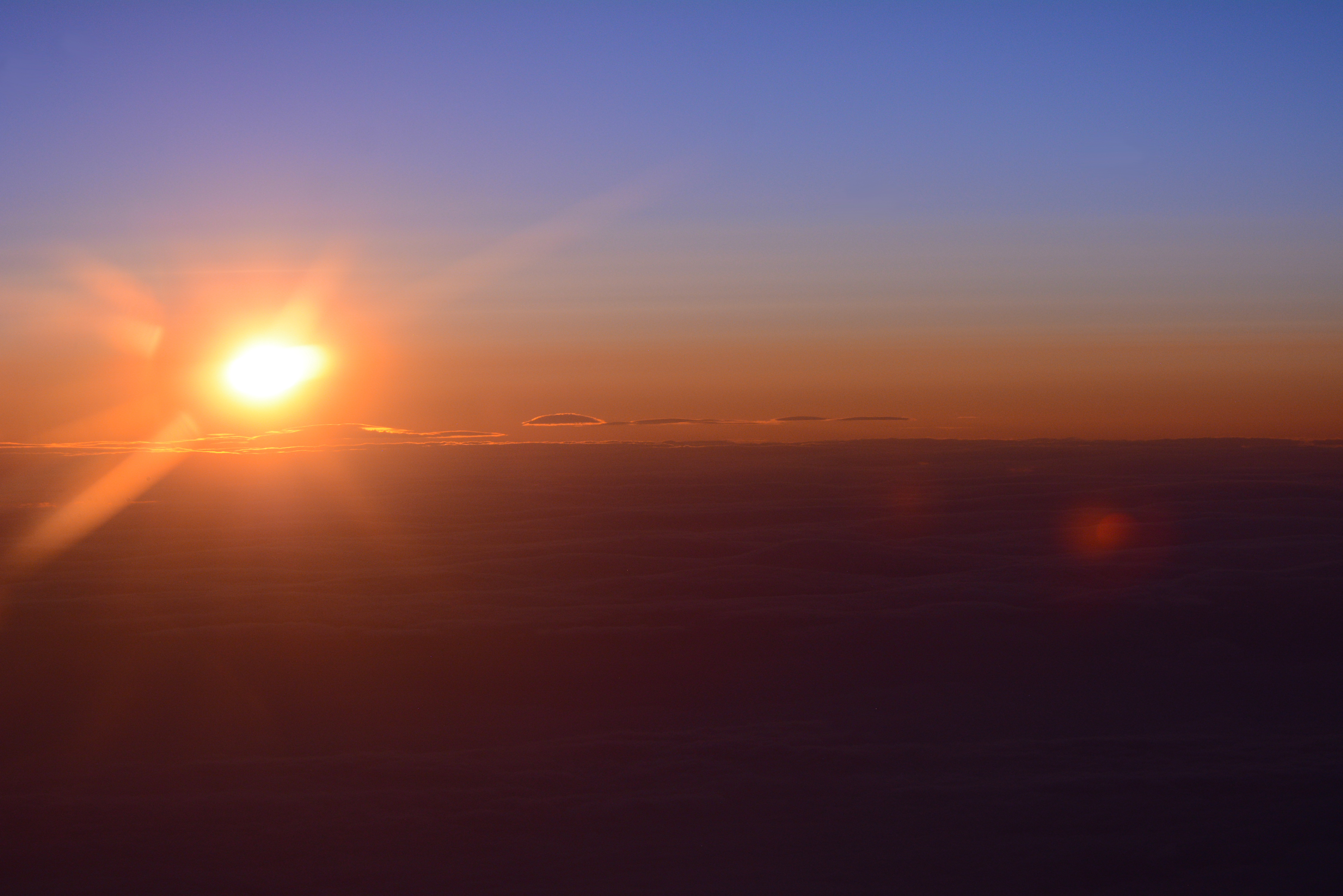
غروب خورشید بر فراز قطب شمال در خط بین‌المللی تاریخ، ۲۰۱۵

در حال حاضر، طبق حقوق بین‌الملل، هیچ کشوری مالک قطب شمال یا منطقه اقیانوس شمالگان اطراف آن نیست. پنج کشور هم‌مرز شمالگان، یعنی روسیه، کانادا، نروژ، دانمارک (از طریق گرینلند) و ایالات متحده، به یک منطقه انحصاری اقتصادی ۲۰۰-مایل-دریایی (۳۷۰-کیلومتر؛ ۲۳۰-مایل) در سواحل خود محدود هستند و منطقه فراتر از آن توسط سازمان بین‌المللی بستر دریا اداره می‌شود.
پس از تصویب کنوانسیون ملل متحد در مورد حقوق دریاها، یک کشور ۱۰ سال فرصت دارد تا ادعاهایی را برای فلات قاره گسترده فراتر از منطقه انحصاری اقتصادی ۲۰۰ مایلی خود مطرح کند. در صورت تأیید، چنین ادعایی به کشور مدعی حقوقی بر روی آنچه ممکن است در یا زیر بستر دریا در منطقه مورد ادعا باشد، می‌دهد. نروژ (کنوانسیون را در سال ۱۹۹۶ تصویب کرد)، روسیه (در سال ۱۹۹۷ تصویب کرد)، کانادا (در سال ۲۰۰۳ تصویب کرد) و دانمارک (در سال ۲۰۰۴ تصویب کرد) همگی پروژه‌هایی را برای اثبات ادعاهایی مبنی بر اینکه مناطق خاصی از فلات قاره شمالگان باید تحت بهره‌برداری انحصاری حاکمیت آنها باشد، آغاز کرده‌اند.
در سال ۱۹۰۷، کانادا به "اصل قطاع" استناد کرد تا حاکمیت خود را بر قطاعی که از سواحلش تا قطب شمال امتداد دارد، ادعا کند. این ادعا رها نشده است، اما تا سال ۲۰۱۳ به طور مداوم پیگیری نشد.

## تداعی‌های فرهنگی
در برخی از افسانه‌های کریسمس کودکان و فولکلور غربی، قطب شمال جغرافیایی به عنوان محل کارگاه و اقامتگاه بابانوئل توصیف شده است. پست کانادا کد پستی H0H 0H0 را به قطب شمال اختصاص داده است (با اشاره به فریاد سنتی بابانوئل "هو هو هو!").
این تداعی منعکس‌کننده یک اسطوره‌شناسی باستانی رازآمیز از هایپربوریا است که قطب شمال، محور جهانی ماورایی، را به عنوان جایگاه خدا و موجودات فوق بشری معرفی می‌کند.
همانطور که هانری کربن مستند کرده است، قطب شمال نقش کلیدی در جهان‌بینی فرهنگی تصوف و عرفان ایرانی ایفا می‌کند. "شرقی که عارف به دنبال آن است، شرقی که در نقشه‌های ما قابل مکان‌یابی نیست، در جهت شمال، فراتر از شمال است.".
در کیهان‌شناسی مندایی، قطب شمال و ستاره قطبی فرخنده تلقی می‌شوند، زیرا با جهان نور مرتبط هستند. مندائیان هنگام نماز رو به شمال می‌ایستند و معابد نیز به سمت شمال جهت‌گیری شده‌اند. برعکس، جنوب با جهان تاریکی مرتبط است.
به دلیل دورافتادگی، قطب گاهی با کوه اسرارآمیز سنت باستانی ایرانی به نام کوه قاف (جبل قاف)، "دورترین نقطه زمین" شناخته می‌شود. به گفته برخی نویسندگان، جبل قاف در کیهان‌شناسی اسلامی نسخه‌ای از روپس نیگرا است، کوهی که صعود از آن، مانند صعود دانته از کوه برزخ، نمایانگر پیشرفت زائر از طریق حالات روحانی است. در حکمت الهی ایرانی، قطب آسمانی، نقطه کانونی عروج روحانی، به عنوان یک آهنربا عمل می‌کند تا موجودات را به "قصرهای فروزان از ماده غیرمادی" خود بکشاند.